# Fränkische Schweiz

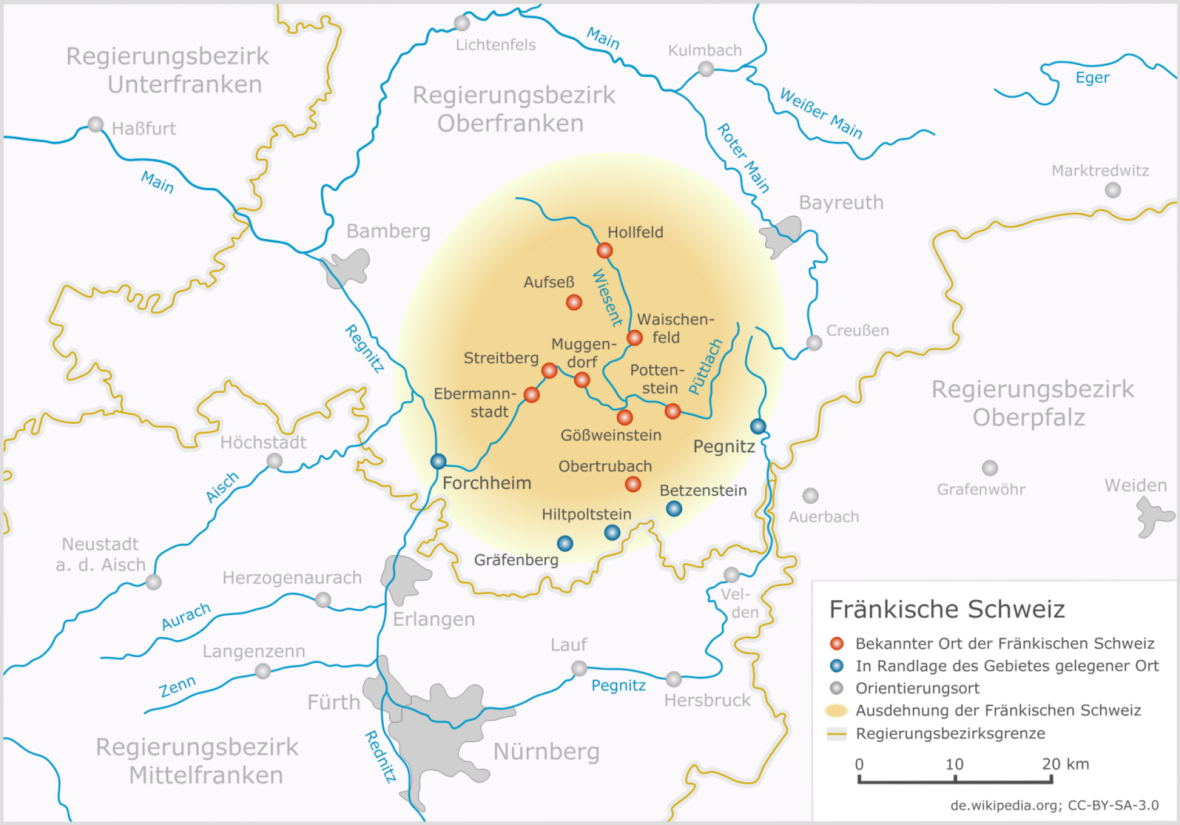
Gebiet der Fränkischen Schweiz

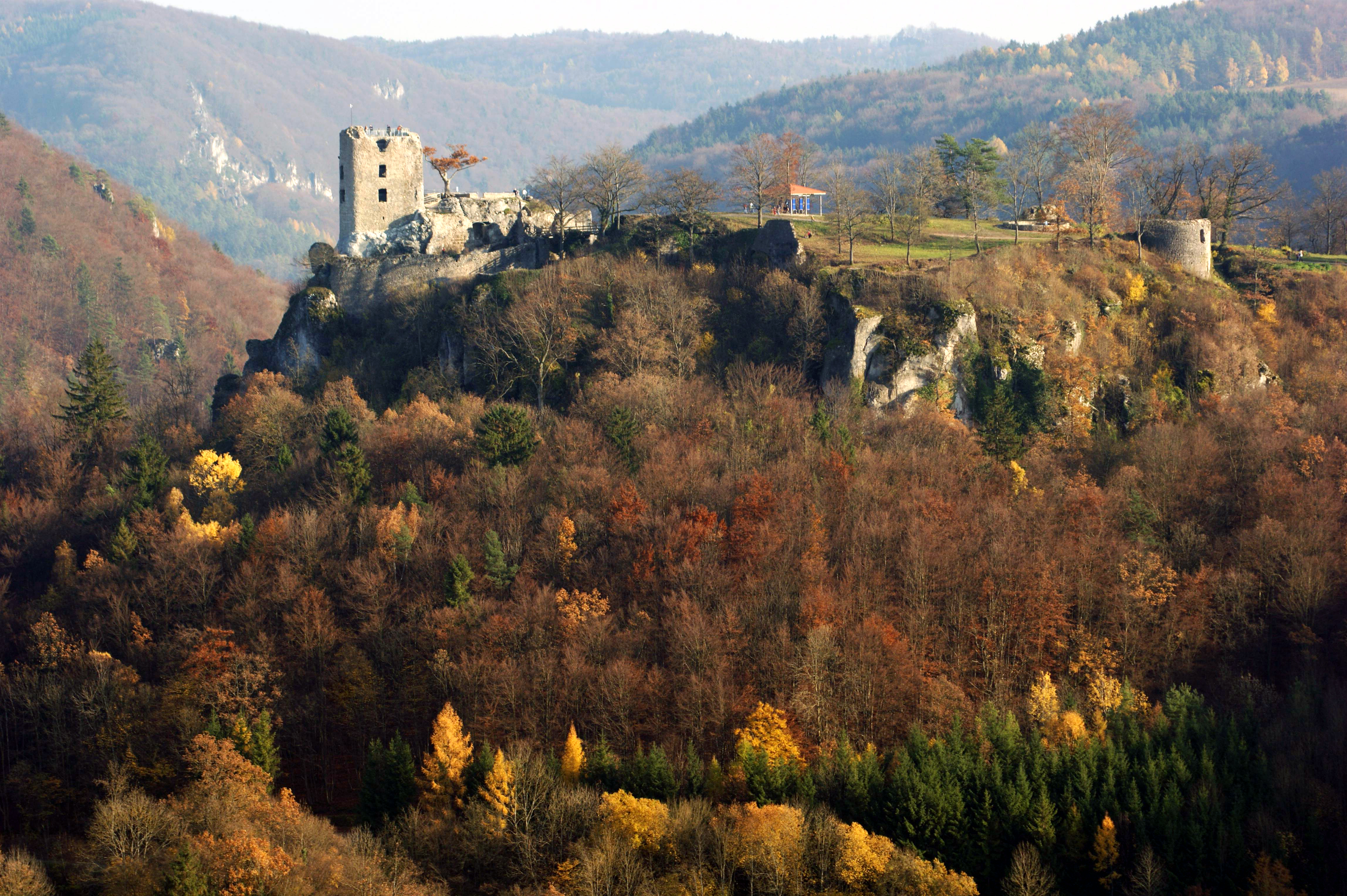
Burgruine Neideck, ein Wahrzeichen der Fränkischen Schweiz

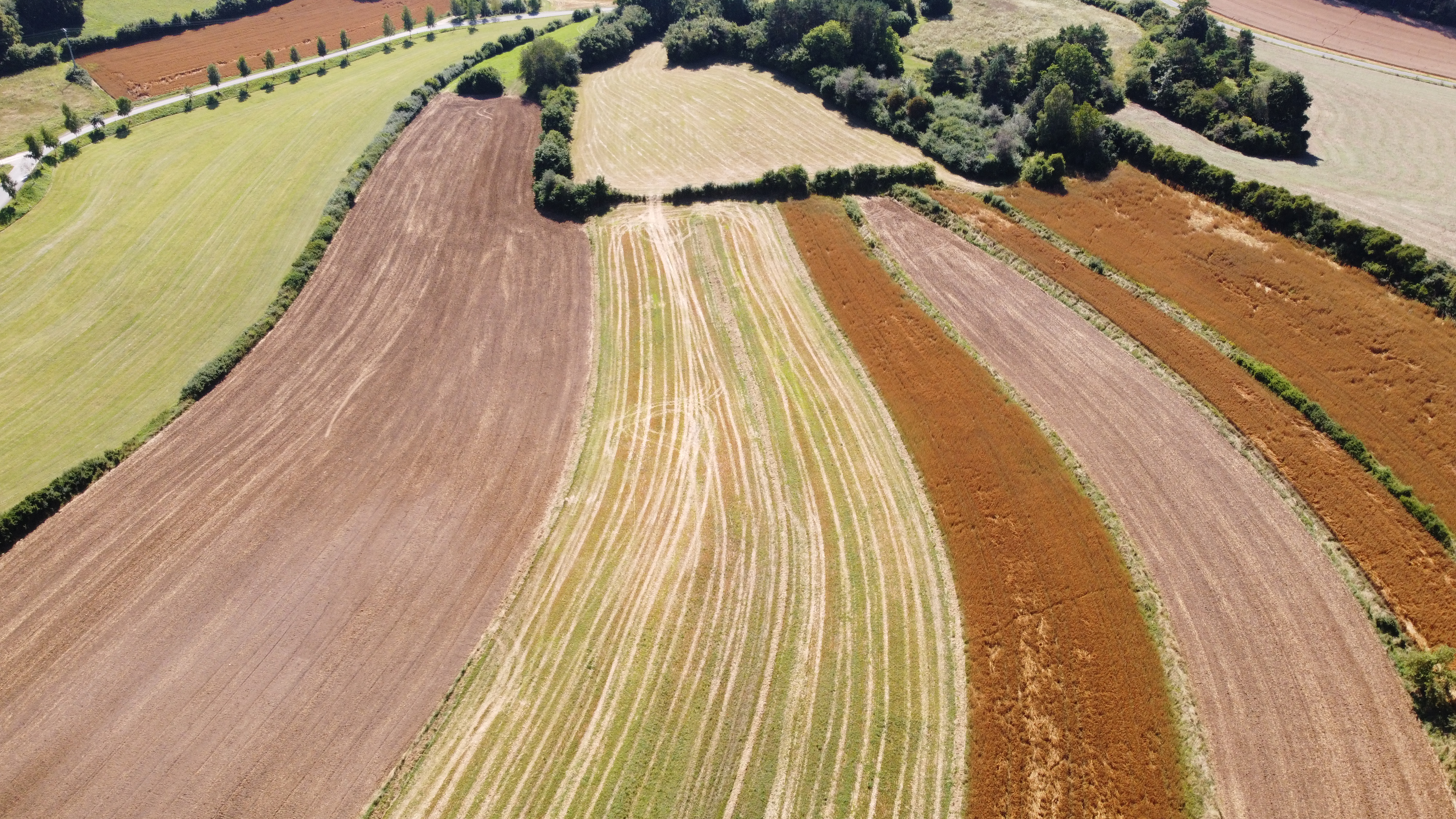
Abgeerntete Felder bei Waischenfeld aus der Luft (August 2021)

Die Fränkische Schweiz, früher Muggendorfer Gebürg bzw. Muggendorfer Gebirge, ist eine Tourismusregion in Oberfranken (Bayern), die ihren Eigennamen durch kulturelle und geologische Besonderheiten erhalten hat. Es ist eine charakteristische Berg- und Hügellandschaft mit markanten Felsformationen und Höhlen sowie einer hohen Dichte an Burgen und Ruinen. Sie ist Teil der Metropolregion Nürnberg.

## Geografie und Verkehr
Die Fränkische Schweiz ist der nördliche Teil der Fränkischen Alb. Oft wird das durch die Flüsse Main im Norden, Regnitz im Westen und Pegnitz im Osten oder durch die Bundesautobahnen 70 im Norden, 9 im Osten und 73 im Westen begrenzte Gebiet als Fränkische Schweiz bezeichnet. Das eigentliche Gebiet der Fränkischen Schweiz umfasst jedoch nur das Einzugsgebiet der Wiesent.
Die Region erstreckt sich über Teile der Landkreise Bamberg, Bayreuth und Forchheim. Zu den bekanntesten Orten gehören Pottenstein, Gößweinstein, Muggendorf, Ebermannstadt, Streitberg, Egloffstein und Waischenfeld.
Ihre Grenzen sind:
- im Norden: Obermainland
- im Osten: Bayreuth
- im Süden: Erlangen
- im Westen: Forchheim
- im Nordwesten: Bamberg

Informationen über die Fränkische Schweiz findet man z. B. im Fränkische Schweiz-Museum in Tüchersfeld mit seinen umfangreichen regionalen Sammlungen. Es ist im sogenannten Judenhof unterhalb zweier steil aufragender Felstürme untergebracht.

### Naturräumliche Gliederung
Naturräumlich liegt die Fränkische Schweiz im Zentrum der Nördlichen Frankenalb. In der Naturräumlichen Gliederung der Fränkischen Alb wird das eigentliche Gebiet der Fränkischen Schweiz von den Naturräumen der Wiesent-Alb, der Heiligenstädter Flächenalb, der Hollfelder Mulde und der Doggersandstein-Alb abgedeckt. Zu den Randgebieten gehören die Naturräume Gräfenberger Flächenalb, Pegnitz-Kuppenalb, Veldensteiner Forst und Weismain-Alb.

### Tourismusregion Fränkische Schweiz
Nach der aktuellen Abgrenzung des Bayerischen Landesamts für Statistik umfasst die Fränkische Schweiz 69 Gemeinden in fünf Landkreisen, darunter alle 29 Gemeinden des Landkreises Forchheim:
| Landkreis Bamberg östlicher Teil | Landkreis Bayreuth westlicher Teil | Landkreis Forchheim ganzer Landkreis | Landkreis Kulmbach südwestlicher Teil | Landkreis Erlangen-Höchstadt nördlich und östlich von Erlangen                            |
| --- | --- | --- | ------------------------------------- | ----------------------------------------------------------------------------------------- |
| - Altendorf - Buttenheim - Gundelsheim - Heiligenstadt i.OFr. - Hirschaid - Königsfeld - Litzendorf - Memmelsdorf - Scheßlitz - Stadelhofen - Strullendorf | - Ahorntal - Aufseß - Betzenstein - Creußen - Eckersdorf - Gesees - Glashütten - Haag - Hollfeld - Hummeltal - Mistelbach - Mistelgau - Pegnitz - Plankenfels - Plech - Pottenstein - Prebitz - Schnabelwaid - Waischenfeld | - Dormitz - Ebermannstadt - Effeltrich - Eggolsheim - Egloffstein - Forchheim - Gößweinstein - Gräfenberg - Hallerndorf - Hausen - Heroldsbach - Hetzles - Hiltpoltstein - Igensdorf - Kirchehrenbach - Kleinsendelbach - Kunreuth - Langensendelbach - Leutenbach - Neunkirchen am Brand - Obertrubach - Pinzberg - Poxdorf - Pretzfeld - Unterleinleiter - Weilersbach - Weißenohe - Wiesenthau - Wiesenttal | - Kasendorf - Thurnau - Wonsees       | - Baiersdorf - Bubenreuth - Buckenhof - Marloffstein - Möhrendorf - Spardorf - Uttenreuth |

### Wirtschaftsband Fränkische Schweiz
Zur ILE (integrierte ländliche Entwicklung)- Region Wirtschaftsband A 9 Fränkische Schweiz gehören 18 Gemeinden in zwei Landkreisen:
| Landkreis Bayreuth | Landkreis Forchheim                                                                             |
| --- | ----------------------------------------------------------------------------------------------- |
| - Ahorntal - Betzenstein - Creußen - Gesees - Haag - Hummeltal - Pegnitz - Plech - Pottenstein - Prebitz - Schnabelwaid | - Egloffstein - Gößweinstein - Gräfenberg - Hiltpoltstein - Igensdorf - Obertrubach - Weißenohe |

### Geologie und Entstehung

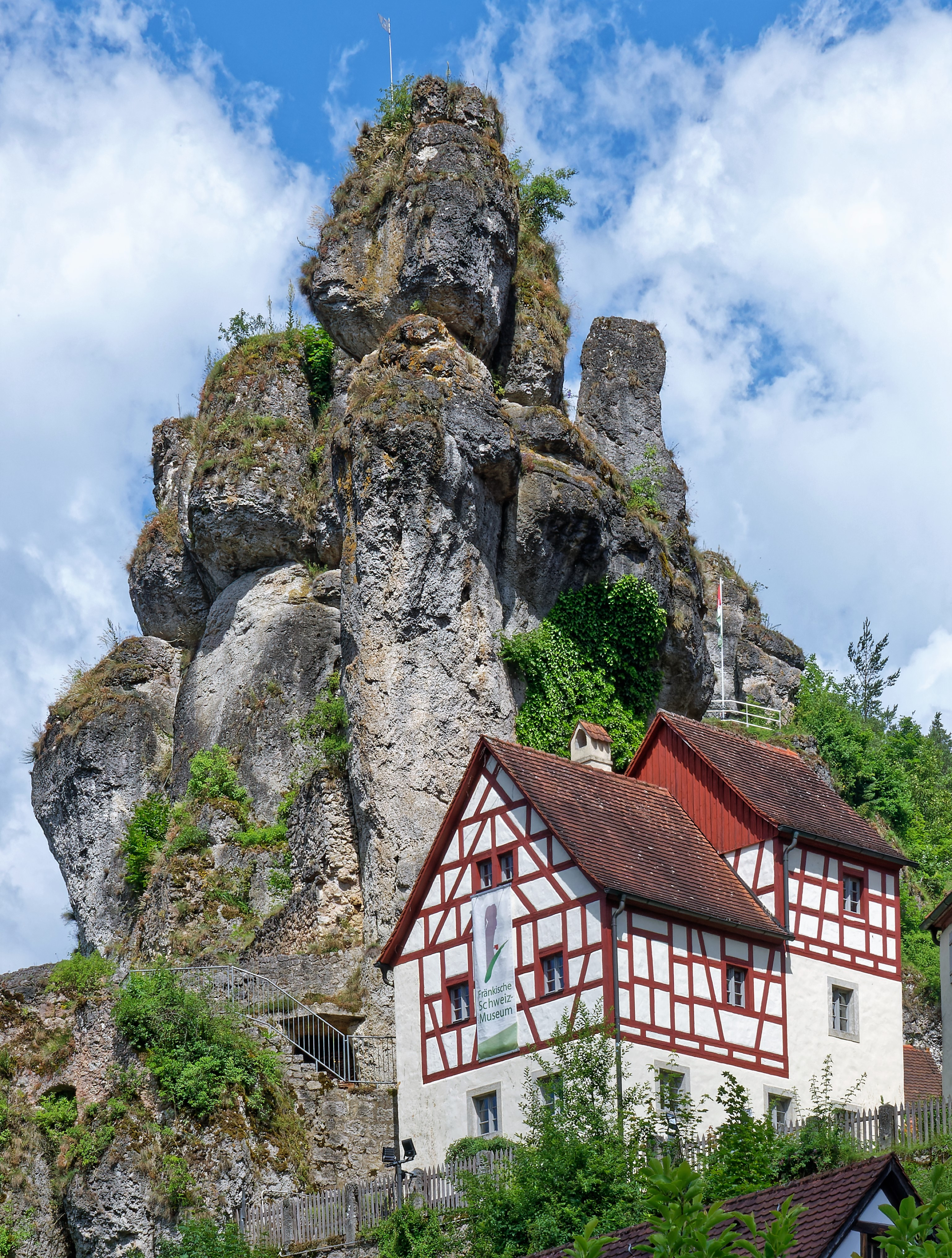
Turmkarst-Felsen in Tüchersfeld, 2008

Im Weißen Jura lag vor etwa 161 bis 150 Millionen Jahren ganz Süddeutschland im Bereich eines Flachmeeres. In dieser Zeit wurden wegen ständiger Absenkung der Kruste mächtige Gesteinsfolgen am Meeresgrund abgelagert. Die Fränkische Schweiz ist von diesen Kalk- und Dolomitfelsen des Weißen Jura geprägt. Es handelt sich um eine typische Karstlandschaft mit tief eingeschnittenen Flusstälern und trockenen, kargen Hochflächen. In den geschichteten Kalksteinen werden viele Fossilien gefunden, vor allem Ammoniten.

Stratigraphisches Profil Bamberg – Fränkische Schweiz – Bayreuth – Fichtelgebirge

Durch Hebungen der europäischen Kontinentalplatte gegen Ende des Oberen Jura zog sich das Meer zurück und größere Flächen wurden zu Beginn der folgenden Kreidezeit zunächst Festland. Während dieser Zeit herrschte tropisches Klima und es kam zu einer intensiven Verwitterung der vorher entstandenen Kalk- und Dolomitgesteine. In der Oberkreide stieß erneut ein Meer in den Bereich der Fränkischen Schweiz vor.
Im Tertiär erfolgte durch regionale Hebung ein erneuter Meeresrückgang sowie eine teilweise Freilegung der Juralandschaft.

## Geschichte des Tourismus
Der Tourismus in der Fränkischen Schweiz begann in Muggendorf zu Anfang des 19. Jahrhunderts. Im benachbarten Streitberg wurden Molkekuren angeboten. Die touristischen Impulse gingen aber von den Höhlen aus. Die Fränkische Schweiz ist eine der ältesten Urlaubsregionen Deutschlands.

### Benennung

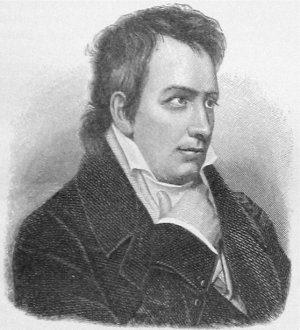
Ludwig Tieck, Schwarzweißporträt

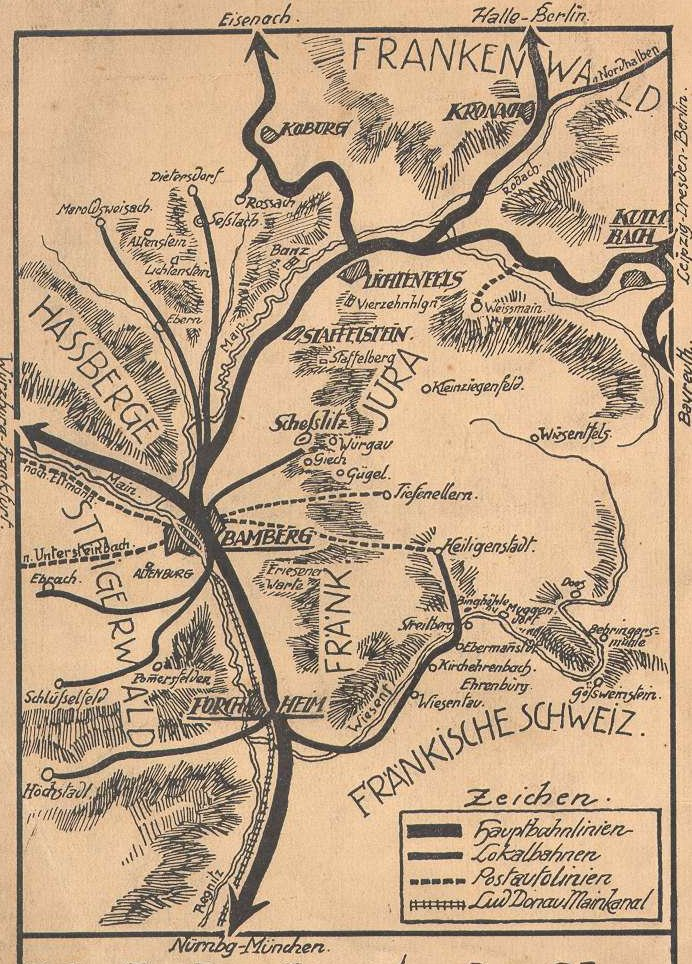
Verkehrskarte aus dem Jahr 1912

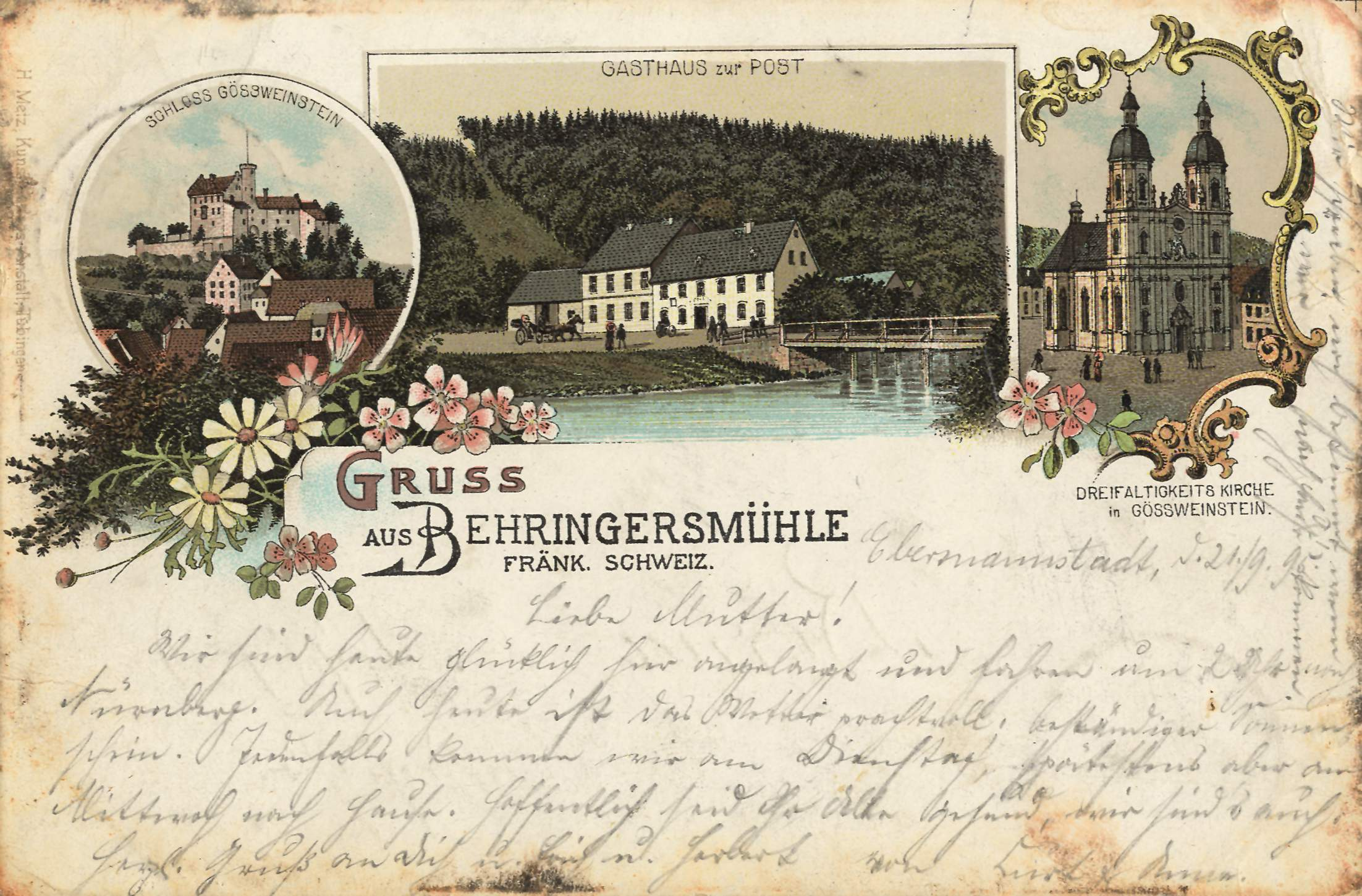
Postkarte von der Behringersmühle bei Gößweinstein, 1895

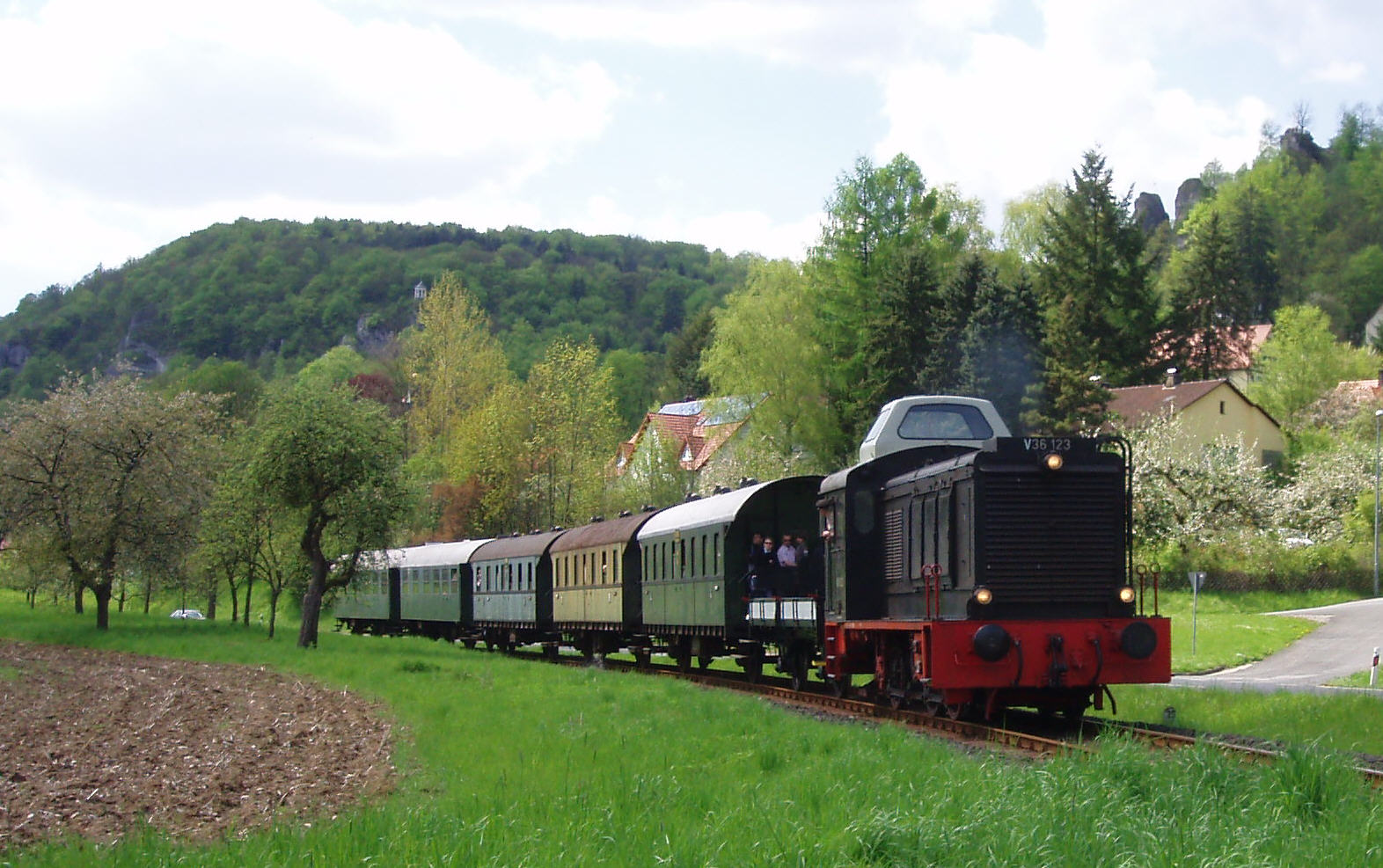
Museumszug mit Diesellokomotive V 36 123 auf der Bahnstrecke Forchheim–Behringersmühle, 2008

Früher hieß die Gegend Muggendorfer Gebürg. Die ersten Reisenden kamen zur Zeit der Romantik. Als „Entdecker“ gelten die beiden aus Berlin stammenden Studenten Ludwig Tieck und Wilhelm Heinrich Wackenroder, die in Erlangen Jura studierten. Mit ihrem Bericht aus dem Jahr 1793 begeisterten sie ihre Zeitgenossen. Die Formulierung „Fränkische Schweiz“ taucht erstmals im Reisebericht Meine neueste Reise zu Wasser und Land oder ein Bruchstück aus der Geschichte meines Lebens (1807) des Erlanger Gelehrten Johann Christian Fick auf. Fick verwendet die Benennung auch in seiner Historisch-topographisch-statistischen Beschreibung von Erlangen und dessen Gegend (1812). Als eigenständige Landschaftsbezeichnung etablierte sie sich mit dem Buch Die kleine Schweiz (1820) von Jakob Reiselsberger aus Waischenfeld beziehungsweise mit Joseph Hellers Buch Muggendorf und seine Umgebung oder die Fränkische Schweiz (1829). Mit „Schweiz“ bezeichnete man im 19. Jahrhundert gerne Landschaften mit Bergen, Tälern und Felsen (z. B. Sächsische Schweiz, Märkische Schweiz, Mecklenburgische Schweiz oder Holsteinische Schweiz).
Bald pilgerten vornehme Kurgäste zur Erholung nach Muggendorf. Zu den Besuchern gehörten unter anderen Karl Immermann und Richard Wagner. Auch Ernst Moritz Arndt und Joseph Victor von Scheffel gerieten über diesen Landstrich ins Schwärmen und bezeichneten die Fränkische Schweiz als „Schlupfwinkel des deutschen Gemüts“.
Im Vorwort zu seinem Reiseführer schrieb der Bamberger Privatgelehrte Joseph Heller:
„Unter die reizendsten und angenehmsten Gegenden Deutschlands gehört gewiß jene um Muggendorf, indem hier in mannigfaltigen Richtungen fruchtbare Thäler mit bald sanft ansteigenden, bald jäh sich erhebenden Bergreihen zu einem an den reizendsten Naturschönheiten reichen Ganzen auf einer kleinen Fläche sich vereinigen. Mit Recht führt dieser obschon kleine Erdstrich doch die Benennung der fränkischen Schweiz. Was die Schweiz im Großen gibt, findet man hier in verjüngtem Maßstabe, und oft für das Auge angenehmer, indem man es überschauen und als ein Bild auffassen kann, statt daß dort in manchen Gegenden der winzige Mensch die Größe der Natur nicht zu sehen vermag, und von den ungeheuern Felsenmassen gleichsam erdrückt wird.“
„Hier läßt sich die hehre Natur mehr zum Menschen herab, sie lächelt ihm bald freundlich in anmuthigen Gebirgslinien, untermischt mit üppigen Laub- und Nadelholz-Parthien, bald zeigt sie sich in ihrer ernsten Größe in grauen mächtigen Fels-Aufthürmungen. Ueppige Wiesen, fruchtbare Felder, malerisch unter Bäumen halb versteckte Dörfer, krystallhelle Berggewässer, lustig und frisch über und durch Felsentrümmer dahin strudelnd, fröhlicher Gesang der Vögel in den Lüften, und der derbes, verständiges, in seinen Sitten noch einfaches, arbeitsames Völkchen, findet hier der harmlose Reisende zum fröhlichen Genusse der Gegenwart einladend.“
Heller versuchte schon damals, dieses Gebiet einzugrenzen und schlug einen Radius von sechs Stunden Fußmarsch um Muggendorf vor. Wörtlich heißt es in seinem Buch:
„Die Gegend um Muggendorf, welche nicht mit Unrecht auch die Fränkische Schweiz genannt wird, liegt unter dem 28° 51′ östlicher Länge von Ferro und unter dem 49° 48′ nördlicher Breite und macht fast einen Mittelpunkt Deutschlands aus.“
Durch den Ausbau des Eisenbahnnetzes wurde die Fränkische Schweiz leichter zugänglich. Es gab Bahnlinien von Bayreuth nach Hollfeld, von Forchheim über Ebermannstadt bis Behringersmühle und von Gasseldorf nach Heiligenstadt.
Zu Beginn des 20. Jahrhunderts übernahm der Fränkische-Schweiz-Verein die Erschließung. Der 1901 gegründete Verein war von der Wandervogelidee angeregt und kümmerte sich um eine Verbesserung der Verkehrswege. Um den Fremdenverkehr professionell zu betreiben, wurde diese Aufgabe bereits in den 1930er Jahren Gebietsausschüssen übertragen.
Heute wird das „Land der Burgen, Höhlen und Mühlen“ vom Gebietsausschuss Fränkische Schweiz, dem die Landkreise Forchheim, Bayreuth, Kulmbach und Bamberg angehören, vermarktet.
Die Gegend zieht alljährlich viele Tausende Erholungssuchende, Wanderer und Naturfreunde an. Unter Motorradfahrern ist die Fränkische Schweiz aufgrund ihrer engen und kurvenreichen Straßen sehr beliebt. An schönen Wochenenden herrscht ein sehr hohes Verkehrsaufkommen durch Auto- und Motorradfahrer. Der wohl beliebteste und bekannteste Motorradfahrer-Treffpunkt in Nordbayern ist die Kathi-Bräu in Heckenhof (bei Aufseß).

## Merkmale der Fränkischen Schweiz

### Berge

Kirschblüte am Walberla

Walberla aus der Vogelperspektive, 2005

Besonders markant sind die Zeugenberge, die sich vor allem am Rand der Fränkischen Schweiz bildeten, darunter der 539 m hohe Staffelberg im Nordwesten, die 587 m hohe Neubürg bei Wohnsgehaig, die mit 637 m höchste Erhebung der Fränkischen Schweiz, die Hohe Reuth bei Spies im Osten, sowie im Westen die Ehrenbürg bei Kirchehrenbach. Die Ehrenbürg ist eine Doppelkuppe mit dem 532 m hohen Rodenstein bei Schlaifhausen und dem 512 m hohen Walberla. In einer Urkunde von 1360 wurde die Walburgis-Kapelle auf dem Berg erstmals erwähnt. Sie hat der Ehrenbürg zu ihrem volkstümlichen Namen Walberla verholfen. In jener Urkunde wird auch ein Jahrmarkt erwähnt. Das Walberlafest jeden ersten Sonntag im Mai zieht Tausende von Besuchern an.
Wegen der seltenen Pflanzen wurde das Walberla unter Naturschutz gestellt. Archäologische Funde zeugen von einer Besiedlung des Walberla bereits ca. 1000 v. Chr. Befestigungsanlagen der Kelten (ca. 500 v. Chr.) sind noch erkennbar. Von dort aus hat man einen Blick ins Regnitz- und Wiesenttal. Im Hintergrund sind der Bamberger Dom und die Neubauten von Erlangen zu erkennen. Das Gebiet ums Walberla ist vom größten geschlossenen Süßkirschenanbau in Europa geprägt. Auch bei Drachenfliegern ist das Walberla sehr beliebt, auch wenn sie ihren Drachen den Berg hinauftragen müssen, da die Zufahrt mit dem PKW nicht erlaubt ist.
Neben dem Walberla gibt es weitere gute Aussichtspunkte in der Fränkischen Schweiz. Die wichtigsten sind:

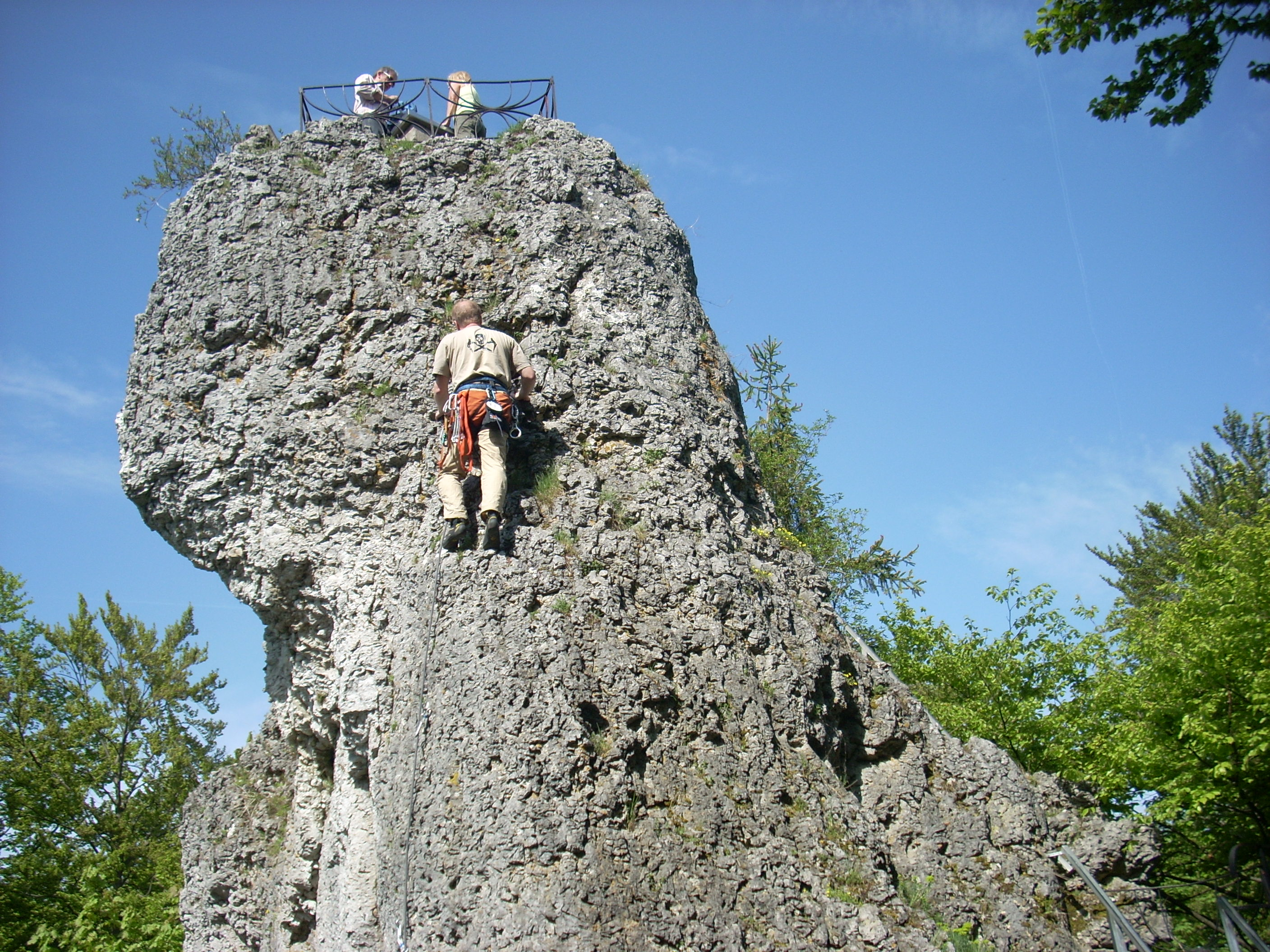
Kletterer am Signalstein, 2009

- Die Burgruine Leienfels (Gemeinde Pottenstein), 590 m
- Der Spiegelfels und der Pfarrfelsen bei Affalterthal, Markt Egloffstein, 468 m
- Der Wichsenstein (Gemeinde Gößweinstein), 587 m
- Der Signalstein (zu Wolfsberg, Gemeinde Obertrubach), 582 m
- Die Hohenmirsberger Platte (bei Pottenstein), 614 m
- Der Tannenberg (an dessen Fuß der Rote Main entspringt) bei Creußen, 599 m
- Der Graubühl bei Creußen, 569 m
- Der Hetzleser Berg (Gemeinde Hetzles), 549 m
- Der Lindelberg (Gemeinde Neunkirchen am Brand), 545 m

### Klettergebiete

Klettern am Daniel, Röthelfels

Siehe Hauptartikel: Klettergebiet Nördlicher Frankenjura
Die Fränkische Schweiz ist mit über 6500 Routen eines der am besten erschlossenen Klettergebiete der Welt. Dort wurde der erste Haken einzementiert und hatte das Rotpunkt-Klettern seine Wurzeln. Durch die vielen Lochfelsen und Überhänge ist die Fränkische Schweiz eines der wichtigsten außeralpinen Klettergebiete.
Die Action Directe, von Wolfgang Güllich erstbegangen, galt lange Zeit als die schwerste Freikletterroute der Welt. Allerdings befindet sich diese Route eigentlich in der direkt angrenzenden Hersbrucker Alb.
Aufgrund des festen, griffigen Gesteins kann man schon in Routen des III. Grades im Senkrechten klettern. Routen, die Kletterer aus aller Welt in „die Fränkische“ pilgern lassen, heißen etwa Sautanz, Magnet, Stonelove, Wallstreet oder Action Directe; alle stehen stellvertretend für eine Epoche der Rotpunkt-Bewegung, die dort entstand und ein wahres Kletterfieber auslöste. Bedeutende Klettergebiete sind neben Walberla und Röthelfels das Kleinziegenfelder Tal, das Trubachtal, das Wiesenttal, das Leinleitertal, das Püttlachtal, das Aufseßtal und viele weitere Täler.

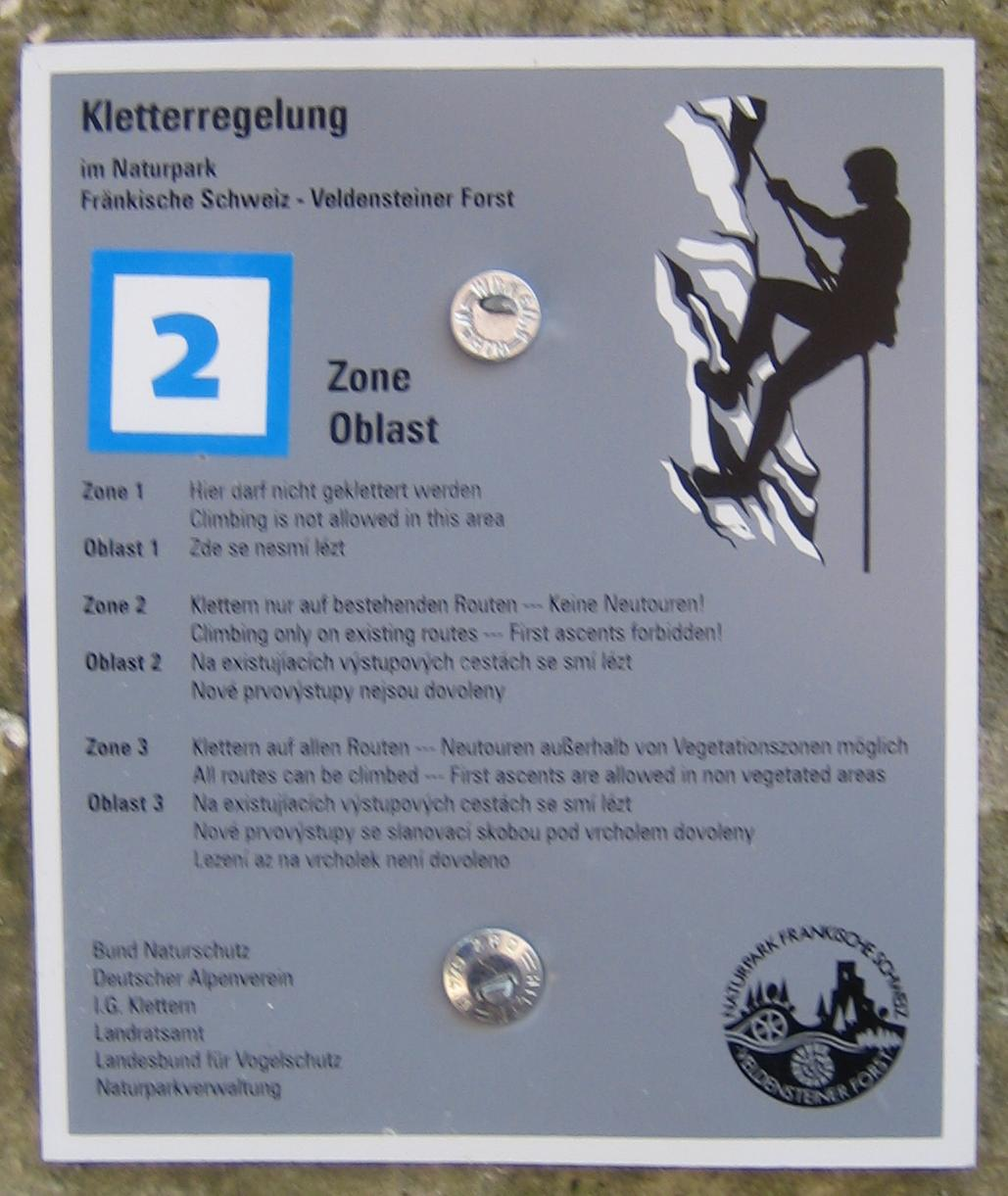
Schild zur Zonenregelung im Frankenjura

Viele der Felsen im Klettergebiet Nördlicher Frankenjura sind als Naturschutzgebiet oder Naturdenkmal, teilweise auch gleichzeitig als Teil von FFH-Gebieten ausgewiesen. Ferner gibt es den Naturpark Fränkische Schweiz – Frankenjura. Zum Schutz der Natur vor übermäßiger Belastung durch Kletterer sowie zur Erhaltung empfindlicher Ökosysteme wurde ab 1993 zwischen dem DAV, der IG Klettern, Naturschützern und den zuständigen Behörden eine sogenannte Zonenregelung ausgearbeitet. Diese beinhaltet die Einordnung jedes einzelnen Felsens (bei größeren Felsen auch einzelner Abschnitte) in eine bestimmte Kategorie:
- Zone 1: Ruhezone, grundsätzliches Kletterverbot
- Zone 2: Klettern auf vorhandenen Routen ist erlaubt, die Erschließung von Neutouren aber verboten
- Zone 3: Klettern ist grundsätzlich erlaubt, einschließlich der Erschließung von Neutouren außerhalb der Vegetationszonen

Zusätzlich sind einzelne Felsen komplett oder für die Brutzeit, aufgrund brütender Vögel (meist von Anfang Februar bis Mitte oder Ende Juni), insbesondere für Uhu und Wanderfalke, oder besonders wegen des Schutzes sensibler Pflanzen gesperrt.

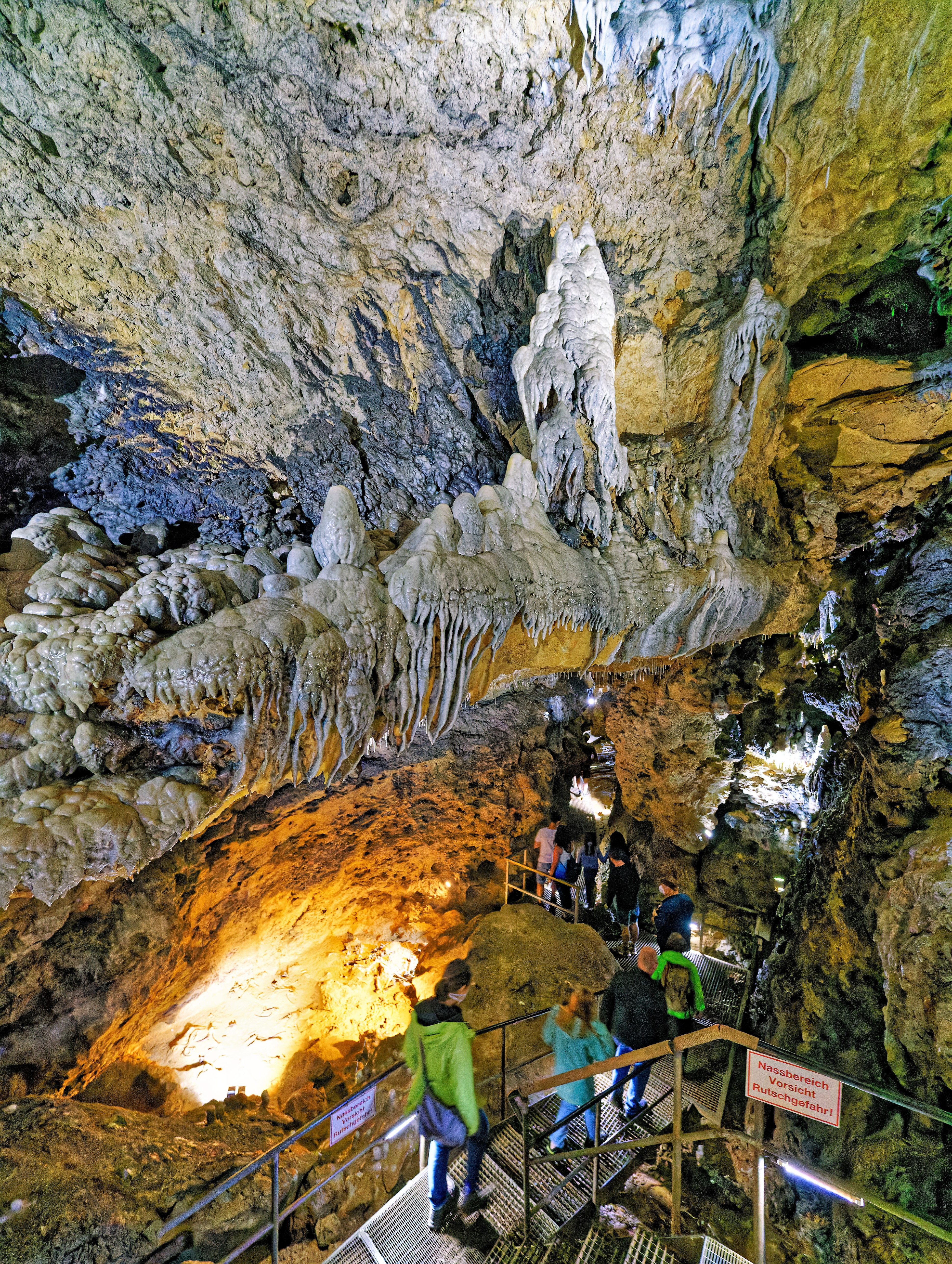
Die Sophienhöhle

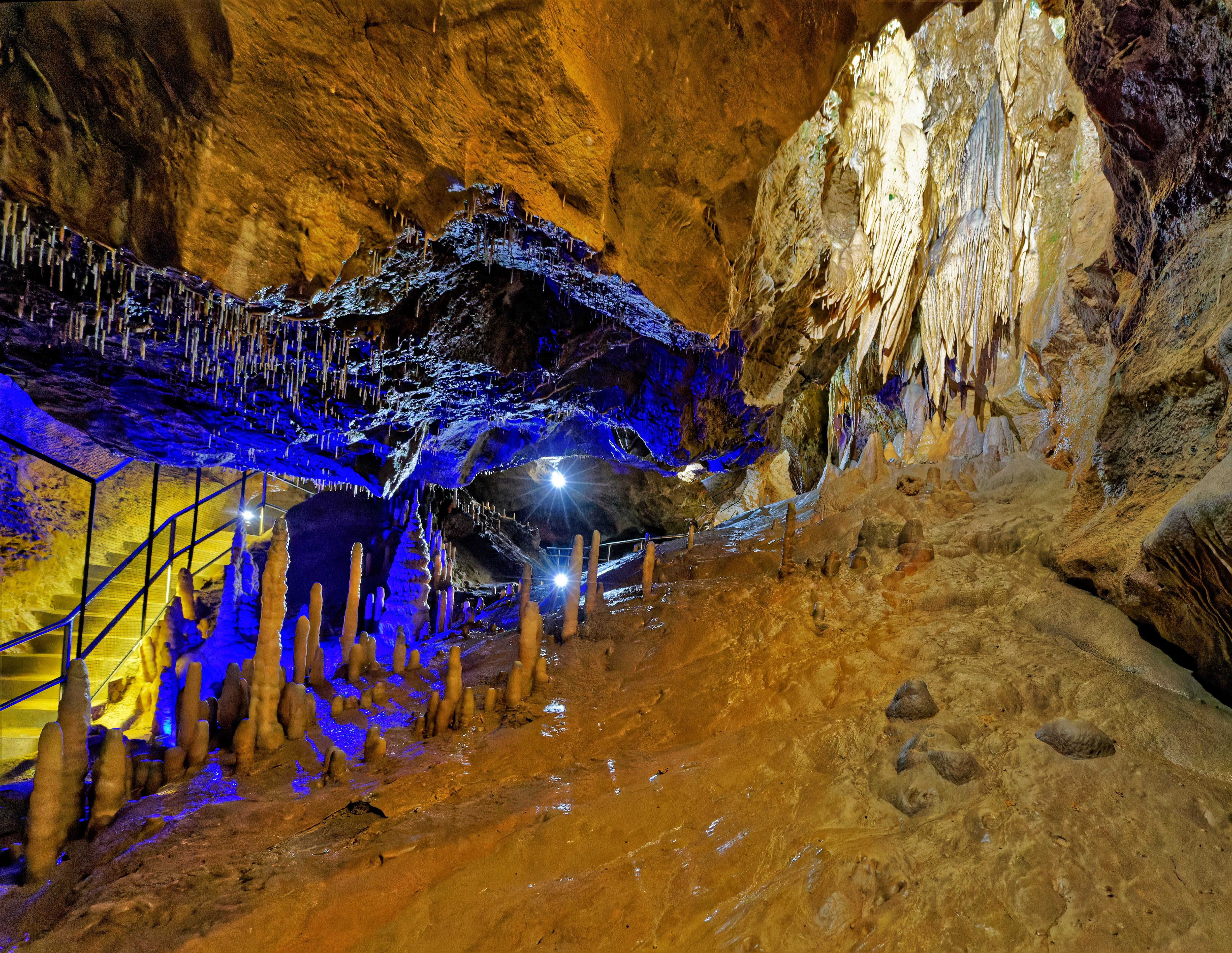
Blick in die Teufelshöhle bei Pottenstein.

### Höhlen

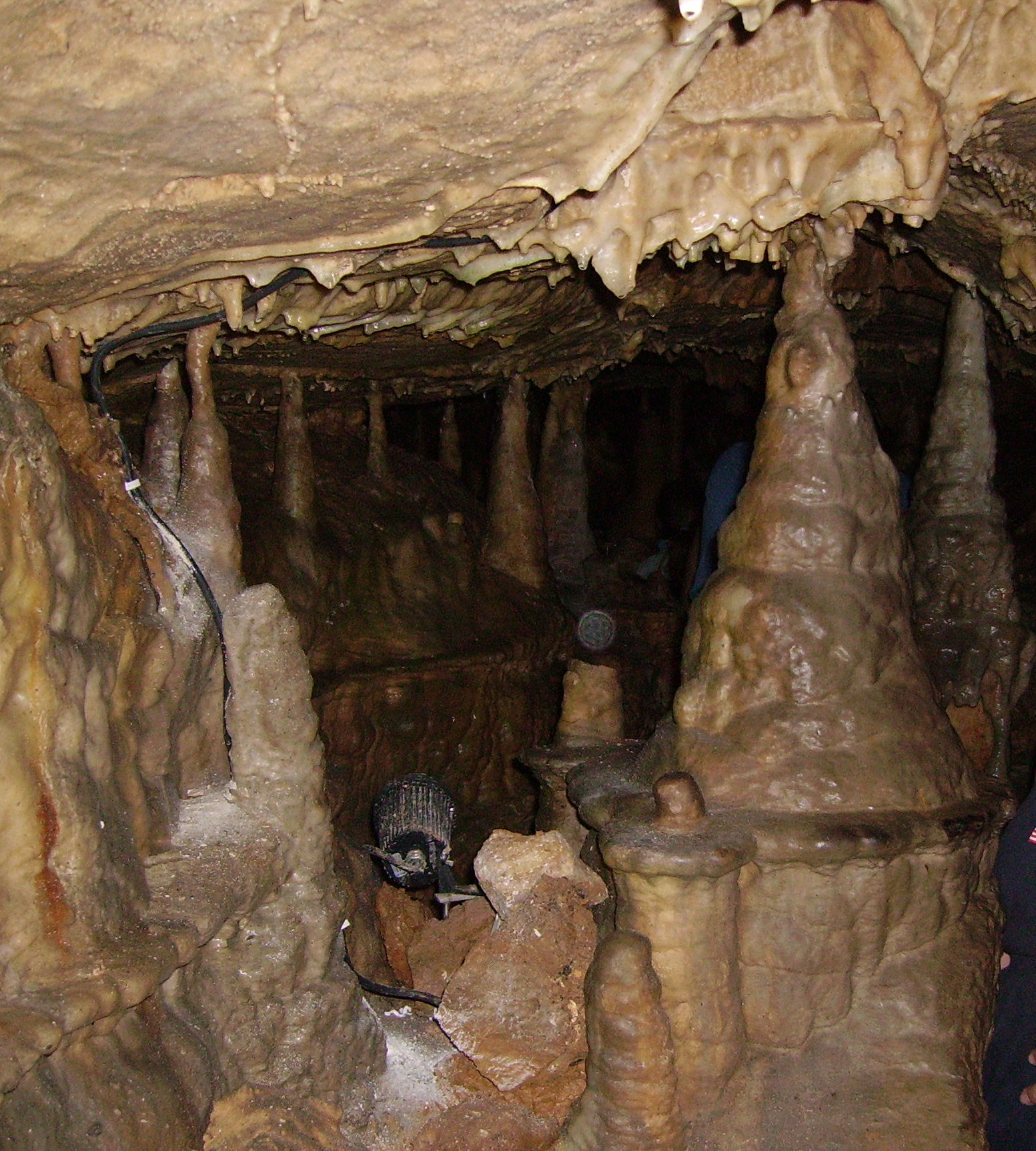
Stalagmiten in der Binghöhle, 2005

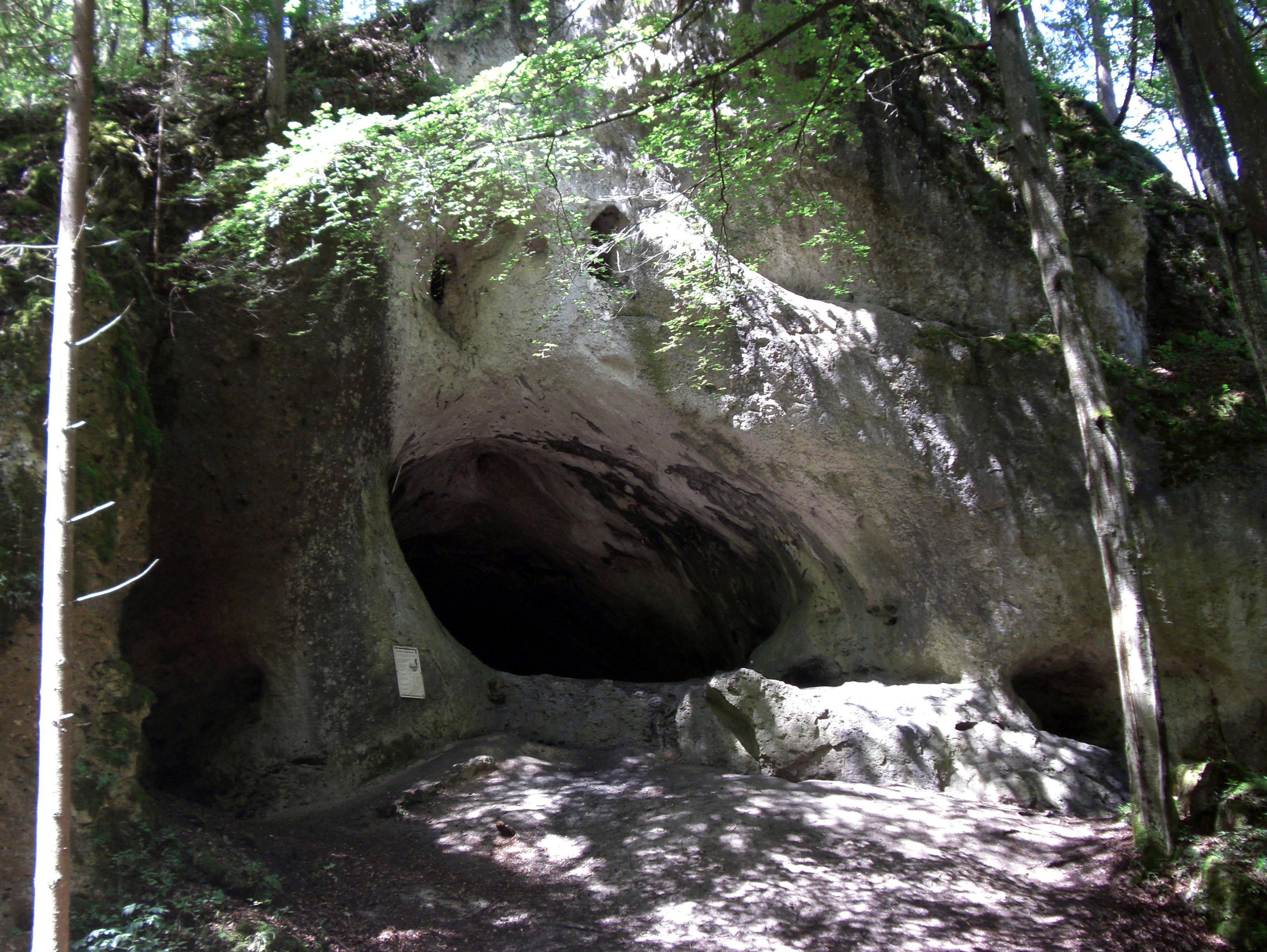
Eingang zur Hasenlochhöhle (2011)

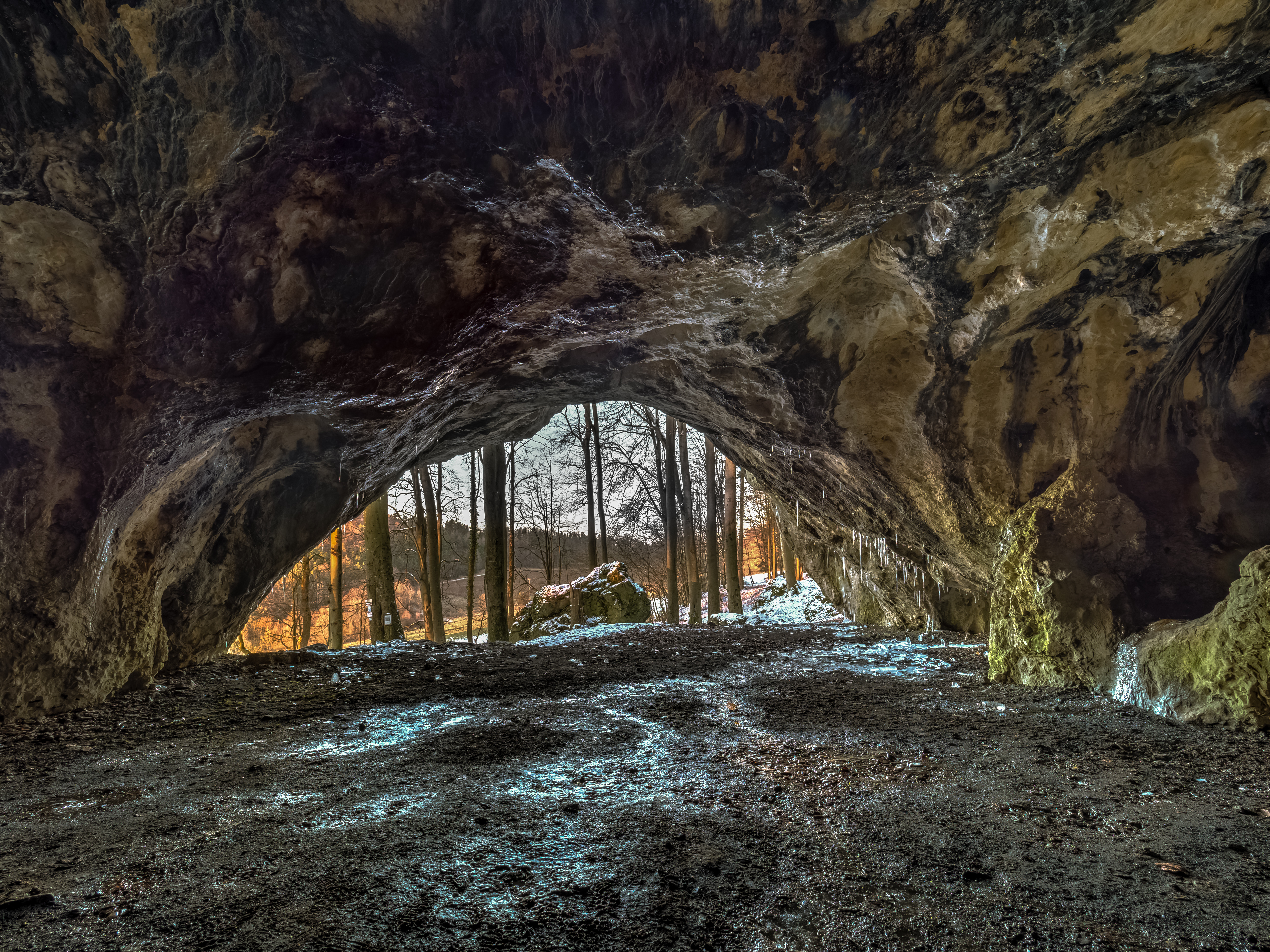
Oswaldhöhle

Schon im 18. Jahrhundert wurde das „alte Gebürg“ nach geheimnisvollen Grotten durchforscht. Als 1774 der Pfarrer Johann Friedrich Esper ein Buch über die unterirdischen Labyrinthe um Muggendorf veröffentlichte, war der Grundstein für den Tourismus gelegt.
In der Fränkischen Schweiz gibt es zahlreiche Höhlen, von denen die bekannteste und größte die Teufelshöhle bei Pottenstein ist. Die Region ist ein typisches Karstgebiet mit säurelöslichen Gesteinen wie Kalkstein und Dolomit. Durch Eindringen von Kohlensäure bildeten sich unzählige Höhlen, viele davon sind reich an Tropfsteinen. Touristisch erschlossene Tropfsteinhöhlen sind:
- die Binghöhle bei Streitberg (benannt nach dem Nürnberger Spielwarenhersteller Ignaz Bing, der die Höhle 1905 entdeckte),
- die Teufelshöhle bei Pottenstein
- und die Sophienhöhle im Ailsbachtal, (1833 entdeckt; benannt nach der Schwiegertochter des ehemaligen Besitzers, des Grafen Franz Erwin von Schönborn-Wiesentheid).

Weitere Höhlen sind: Oswaldhöhle, Wundershöhle, Witzenhöhle und Doktorshöhle im Hohlen Berg bei Muggendorf, die Rosenmüllershöhle bei Muggendorf, das Quackenschloss bei Engelhardsberg (Höhlenruine), die Zoolithenhöhle bei Burggaillenreuth, die Esperhöhle bei Gößweinstein, die Förstershöhle im Zeubachtal, die Schönsteinhöhle im Langen Tal, die Klauskirche bei Betzenstein, die Riesenburg bei Doos (Einsturzhöhle) und die Ludwigshöhle im Ailsbachtal. Die Hasenlochhöhle bei Pottenstein ist bekannt als steinzeitliche Wohnhöhle. Eine der tiefsten Höhlen der Fränkischen Schweiz ist die Fellner-Doline bei Gößweinstein mit fast 100 m Tiefe.

### Gewässer

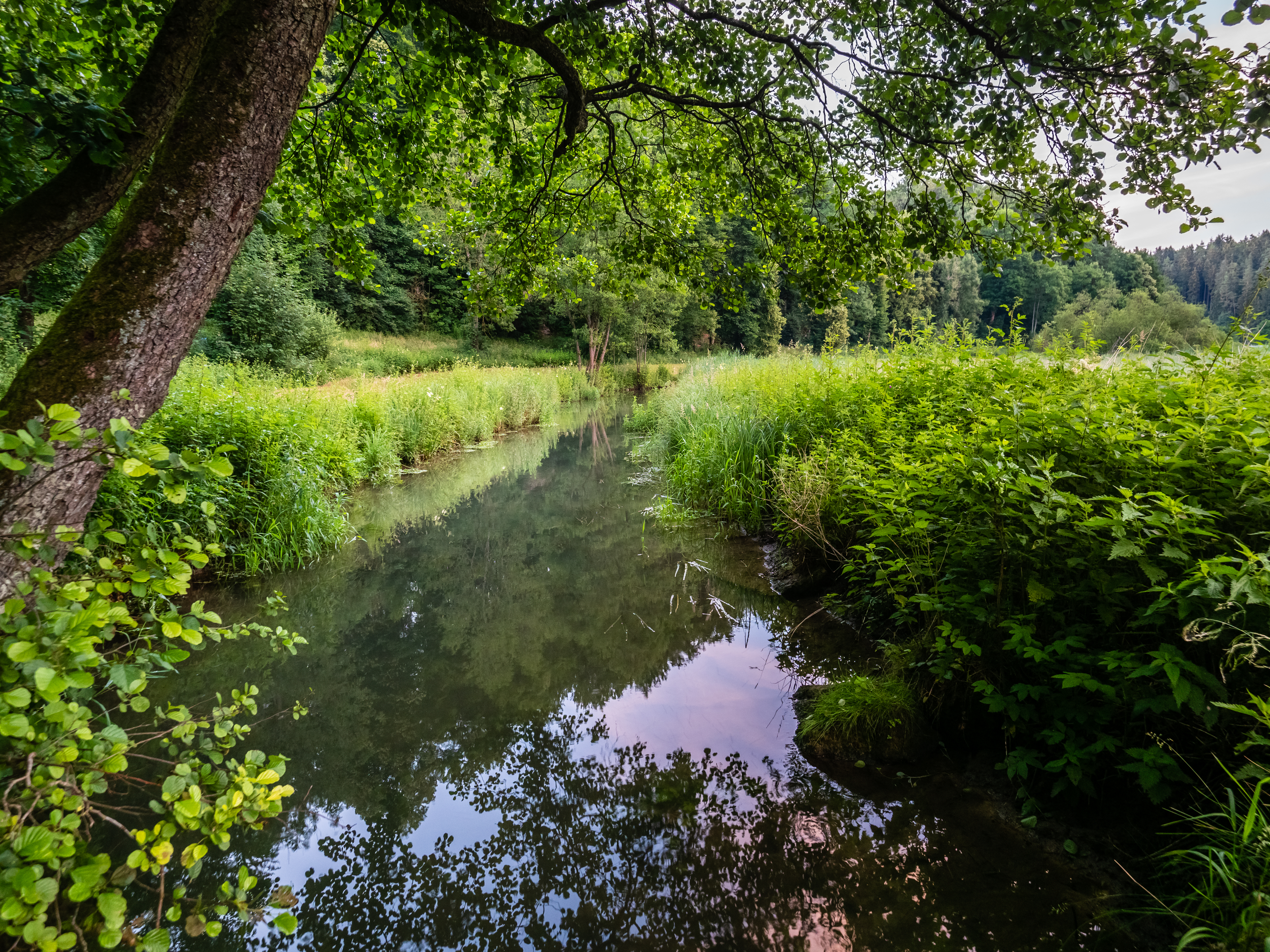
Die Aufseß bei Aufseß

Die Fränkische Schweiz wird durch das Gewässersystem der Wiesent und ihrer Nebenflüsse Ailsbach, Aufseß, Kainach, Leinleiter, Püttlach und Trubach entwässert und räumlich von den Flüssen Main, Regnitz und Pegnitz begrenzt. Auf Grund der geologischen und ökologischen Gegebenheiten sind in den Gewässern der Fränkischen Schweiz fast ausschließlich Bachforellen, Regenbogenforellen und Äschen beheimatet. Dies ist im Sauerstoffgehalt, durch die Gewässertemperaturen und im Nahrungsangebot der Flüsse begründet. Das Ökosystem der Flüsse der Fränkischen Schweiz ist so intakt, dass die Fische sich natürlich reproduzieren. Im Zuge der Flurbereinigung wurden jedoch viele Bäche begradigt. Die Wiesent ist ein beliebter Wanderfluss für Kanufahrer.

### Burgen
Siehe auch Liste der Burgen und Schlösser in der Fränkischen Schweiz
Durch die Fränkische Schweiz führt die Burgenstraße, eine Touristenstraße mit mehr als 70 Burgen, Schlössern und Festungen zwischen Mannheim und Prag. Folgende Burgen der Fränkischen Schweiz können besichtigt werden:
- Burgruine Bärnfels

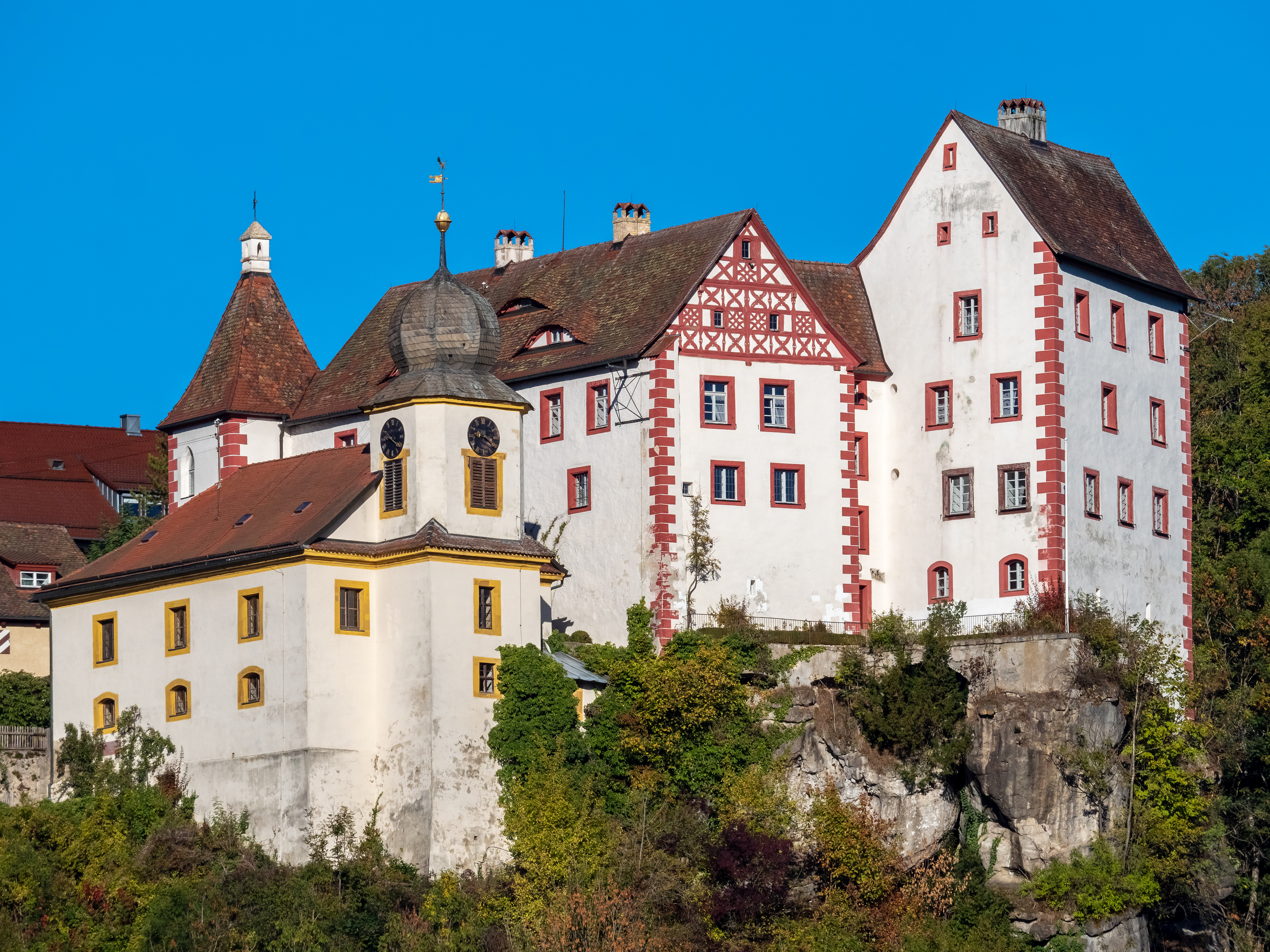
Burg Egloffstein
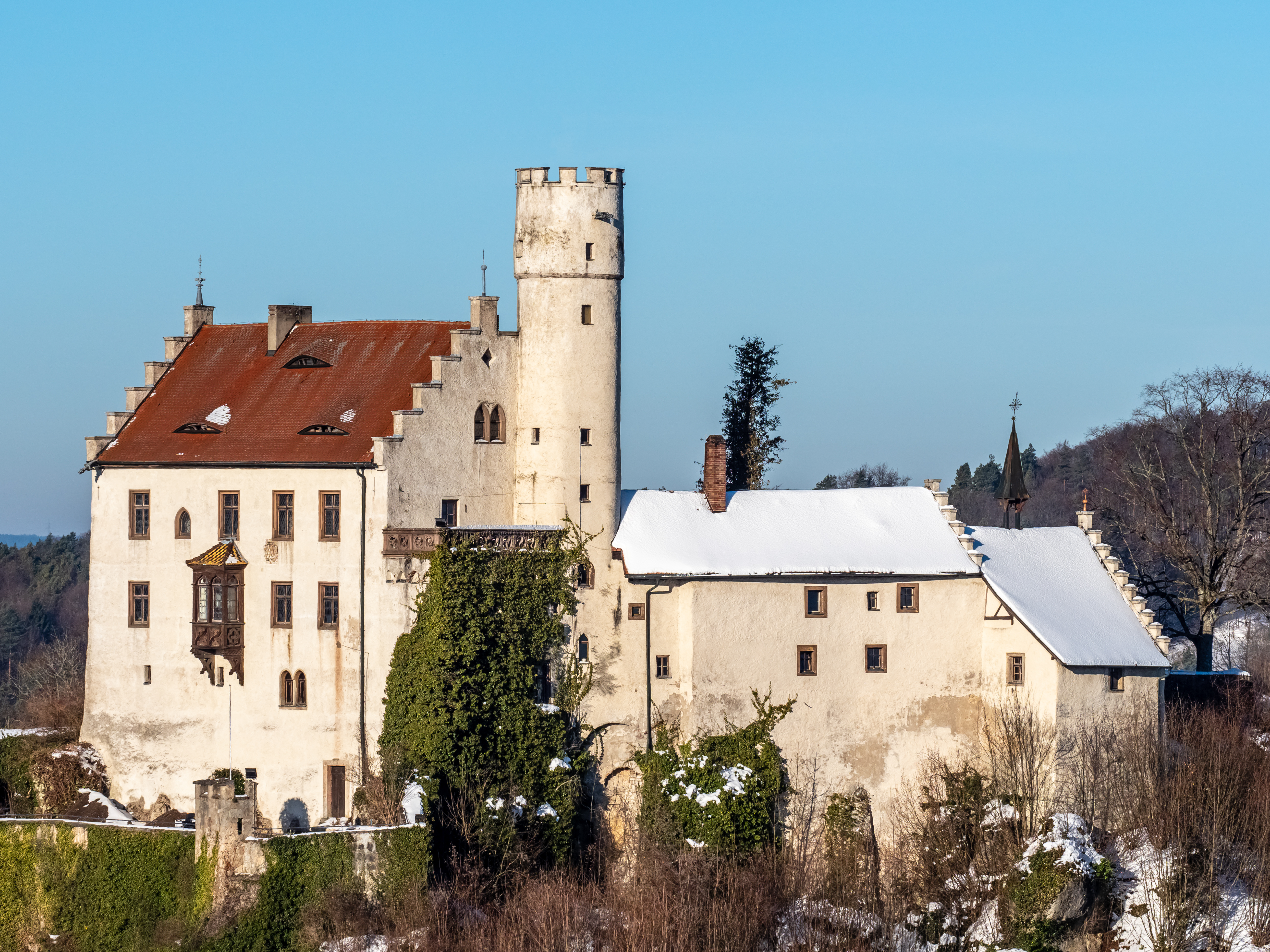
Burg Gößweinstein
- Schloss Greifenstein
- Burgruine Hollenberg
- Burgruine Leienfels
- Burgruine Neideck
- Burgruine Neidenstein
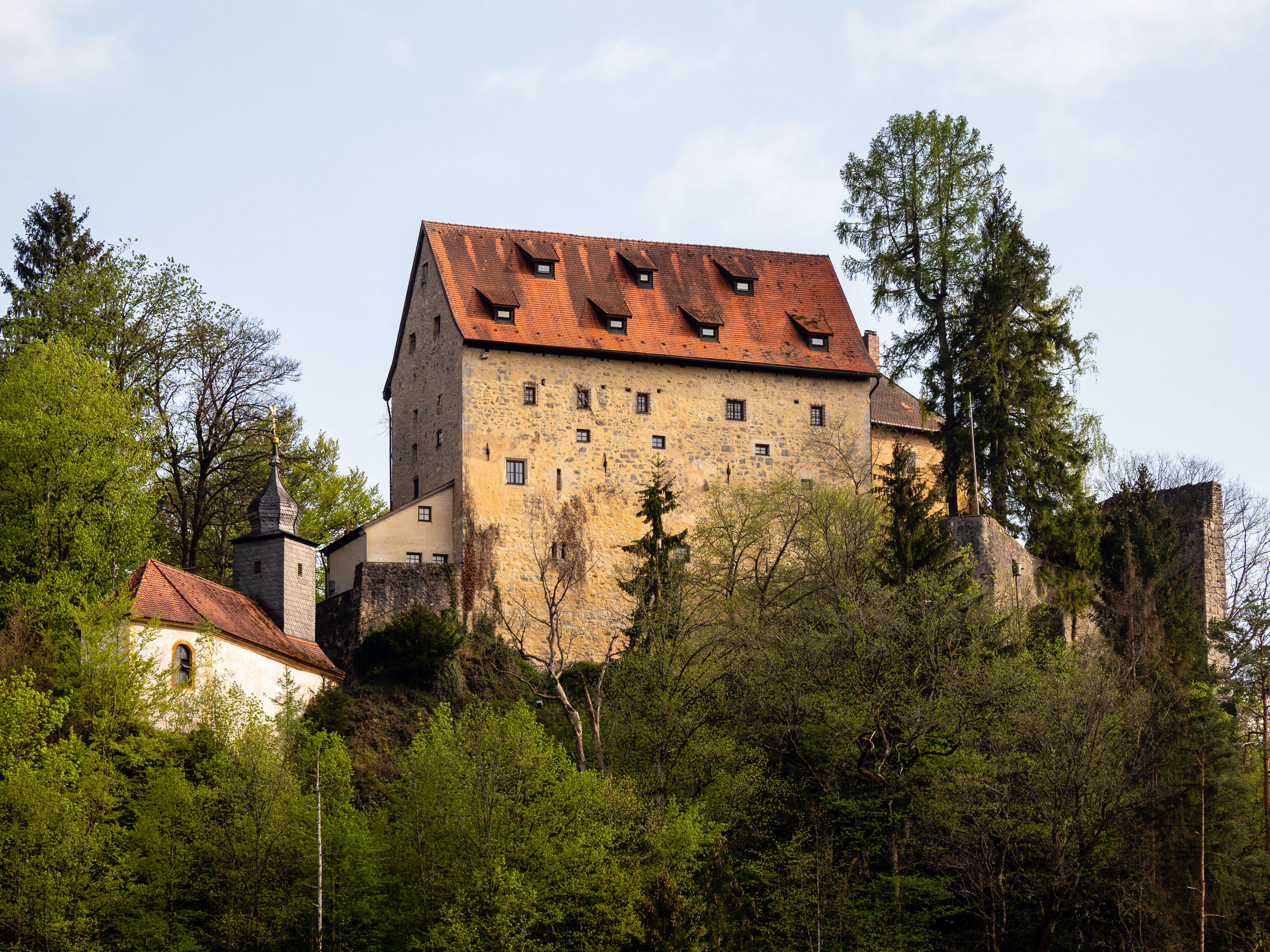
Burg Pottenstein
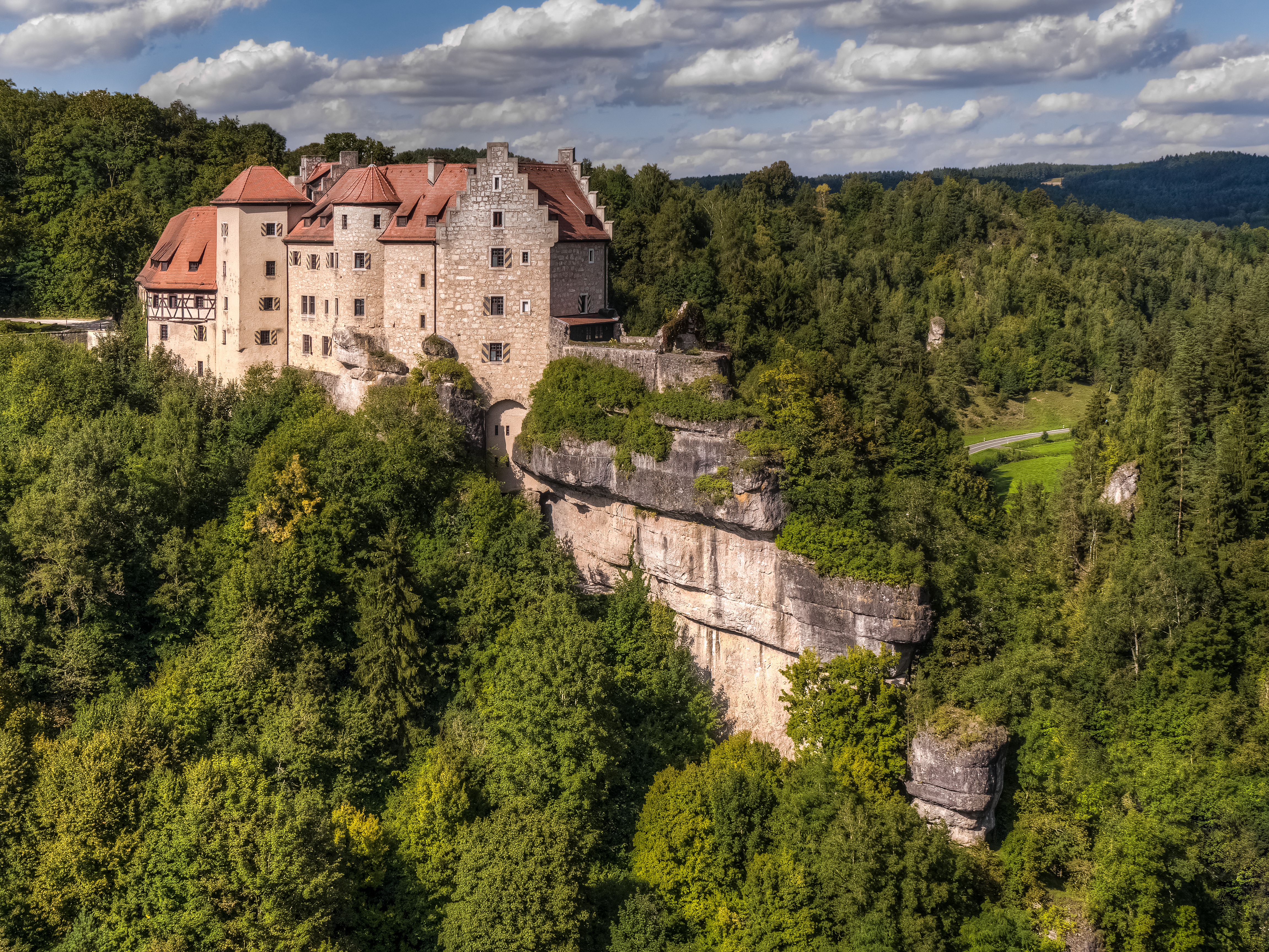
Burg Rabeneck
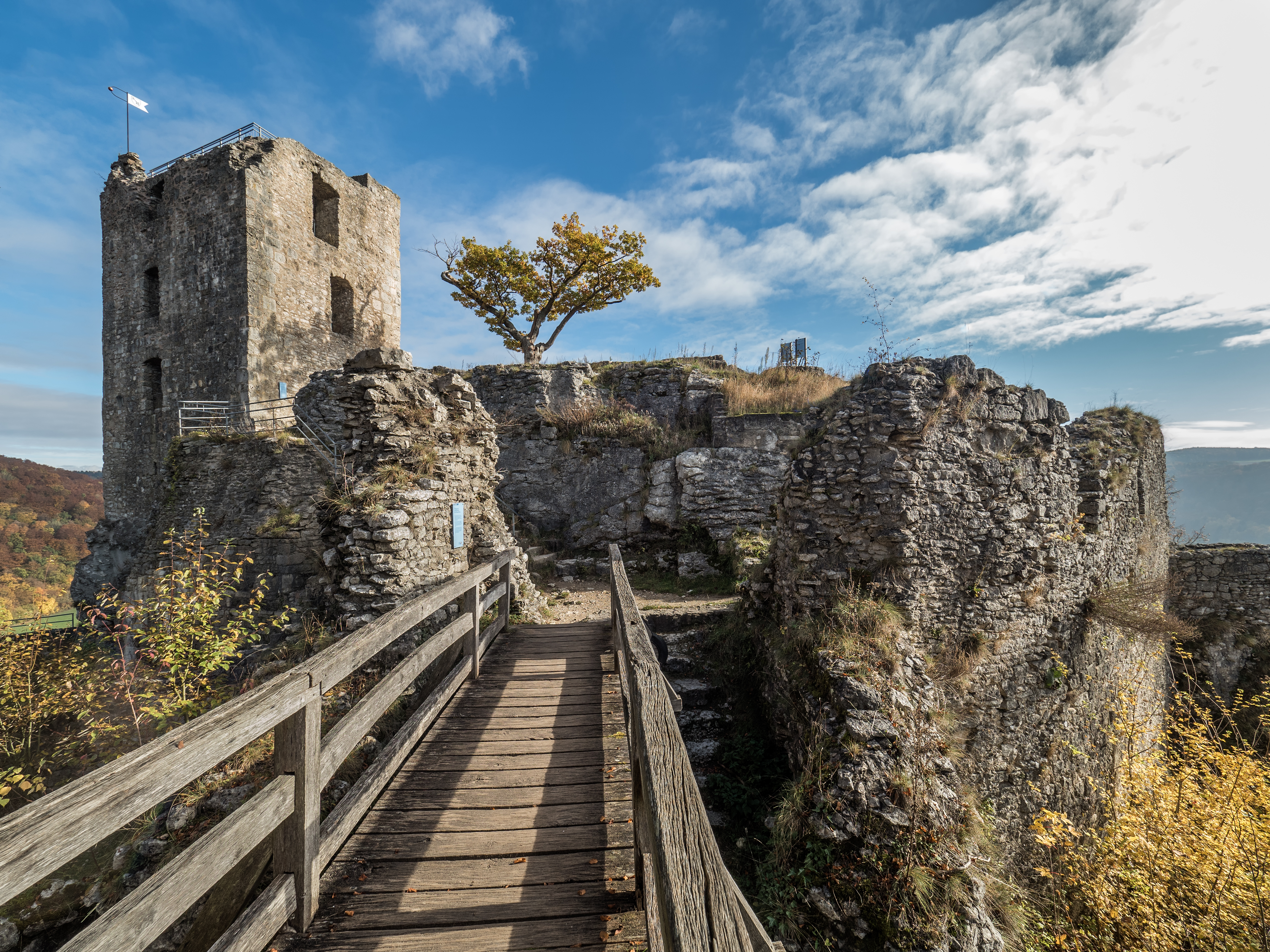
Ruine Neideck
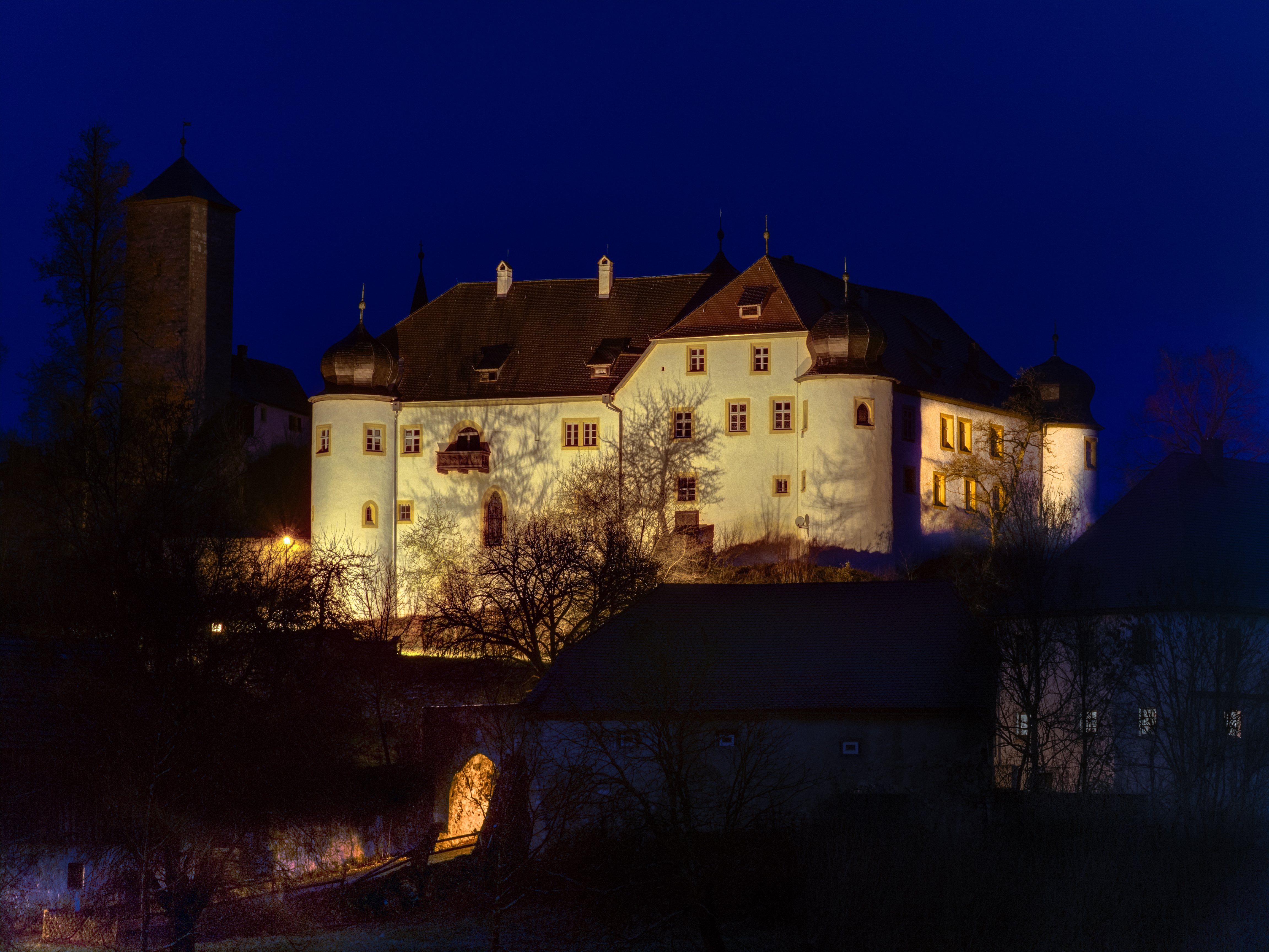
Burg Unteraufseß bei Nacht
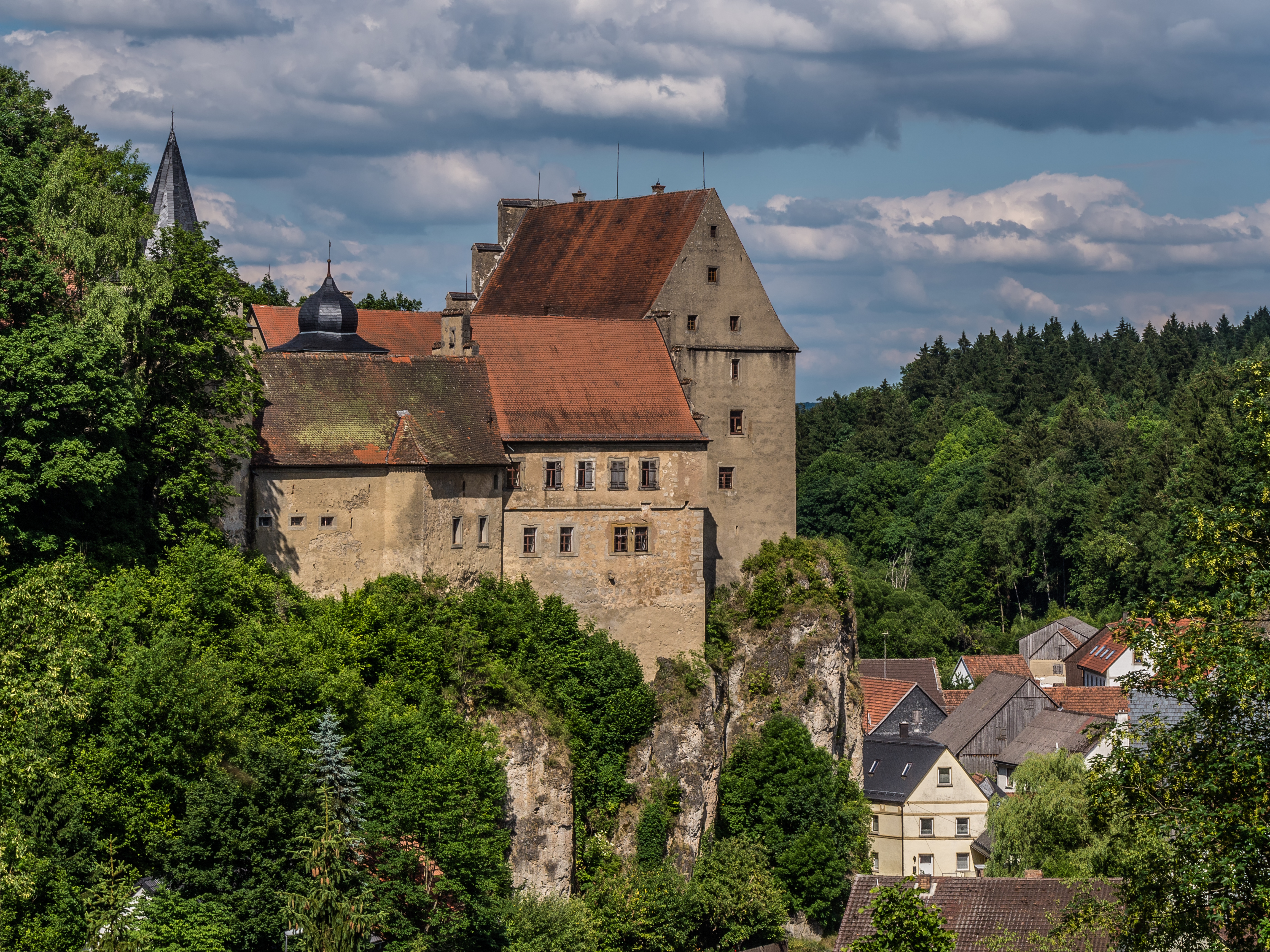
Burg Rabenstein
- Burgruine Stierberg
- Burgruine Streitberg
- Schloss Unteraufseß
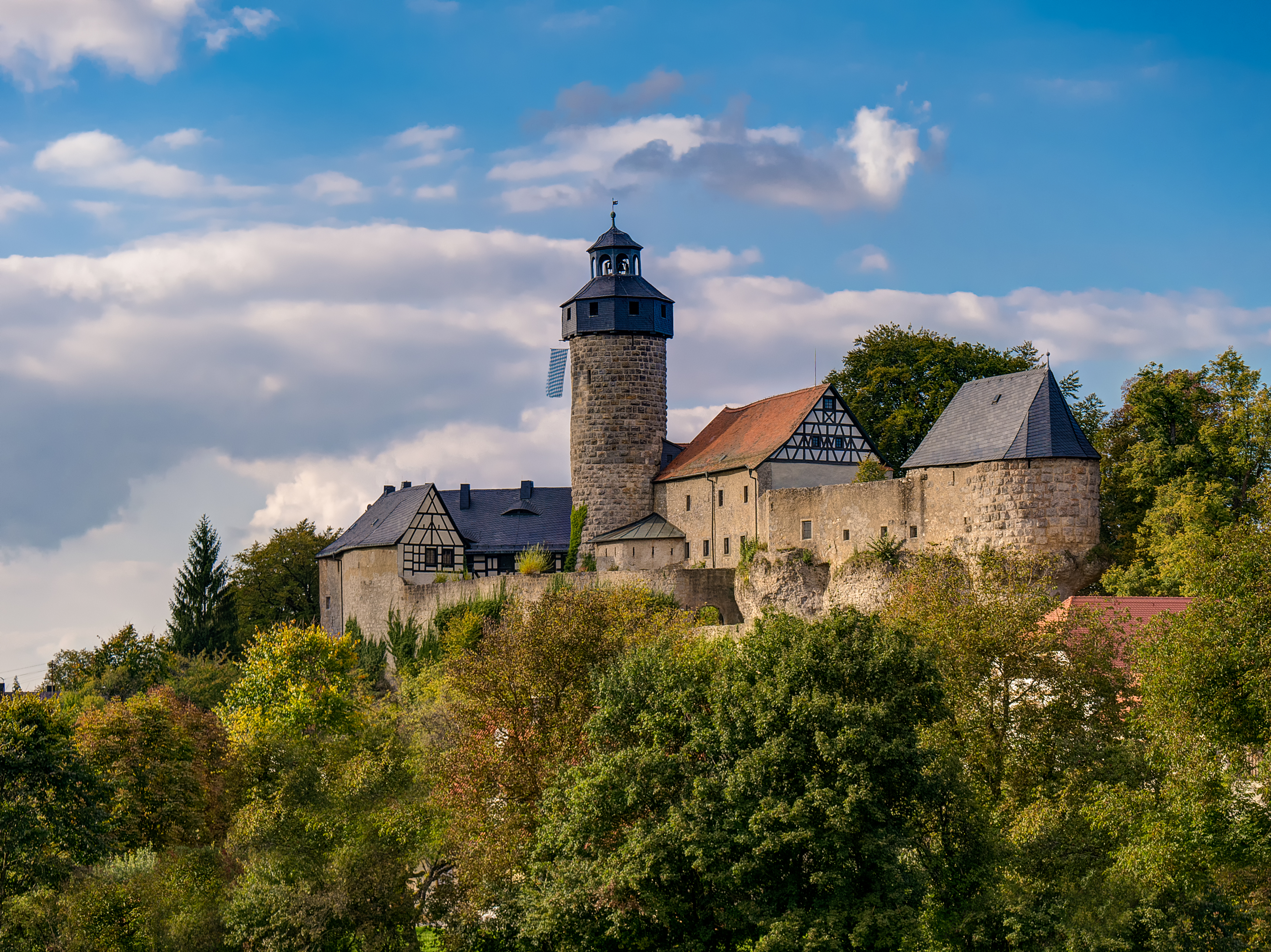
Burg Waischenfeld
- Burgruine Wildenfels
- Burgruine Wolfsberg

- Burg Egloffstein
- Burg Gößweinstein
- Burg Rabeneck
- Burg Rabenstein
- Ruine Neideck
- Burg Unteraufseß bei Nacht
- Burg Wiesentfels
- Burg Zwernitz

### Museen
In der Fränkischen Schweiz gibt es etwa 40 Museen. Zu den bedeutendsten Museen der Region gehört das Fränkische Schweiz-Museum in Tüchersfeld, das im sogenannten Judenhof einen umfassenden Überblick über die Geschichte und Kultur der Fränkischen Schweiz präsentiert. Weitere bekannte Museen sind das Töpfermuseum Thurnau, das Gartenkunst-Museum Schloss Fantaisie und das Levi-Strauss-Museum.

### Kirchen

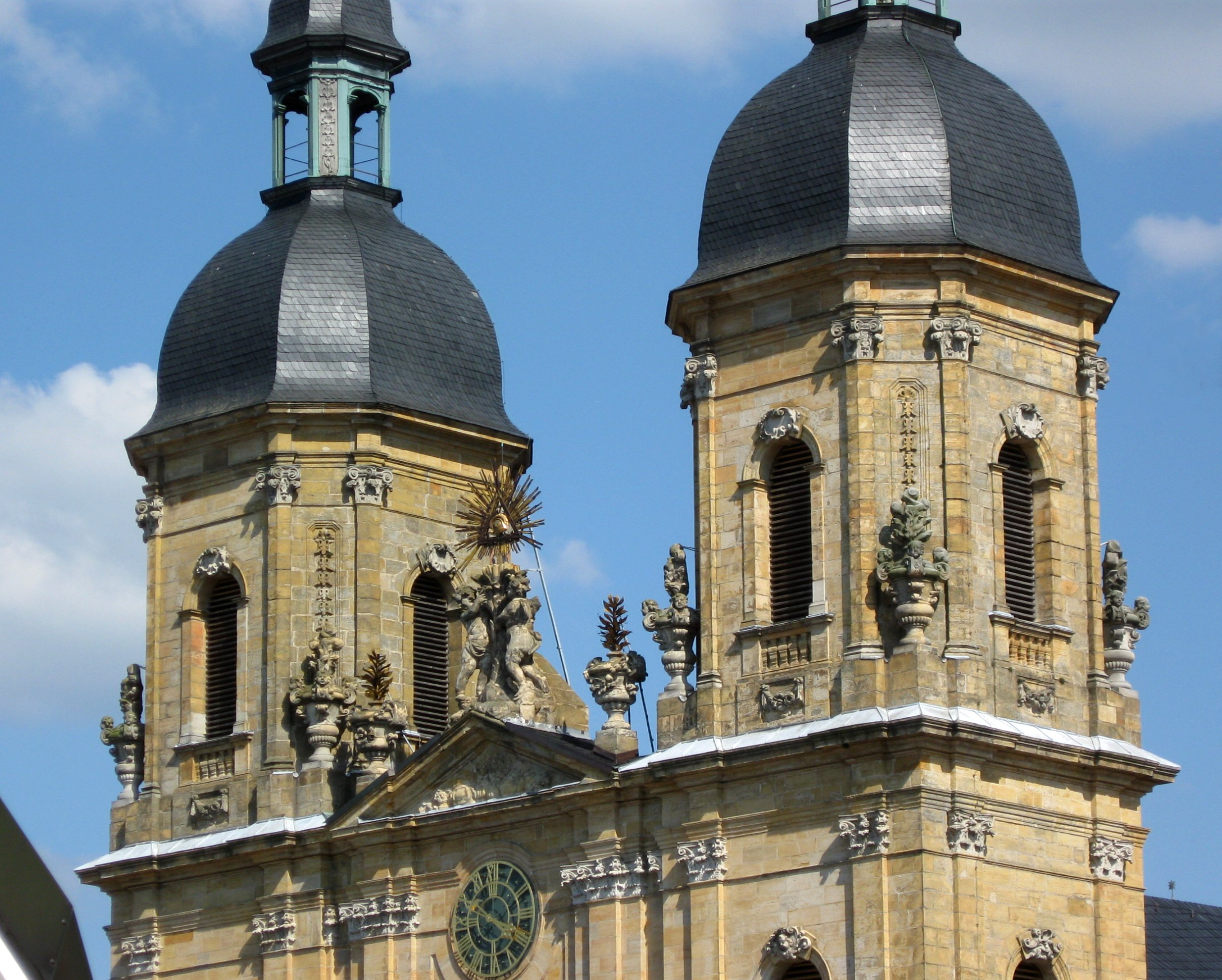
Türme der Basilica minor in Gößweinstein, 2009

Bis zum Ende des Heiligen Römischen Reiches gehörte die Fränkische Schweiz überwiegend zum katholischen Hochstift Bamberg, der Nordosten und die Gebiete um Heiligenstadt und Streitberg gehörten zum seit der Reformation evangelischen Fürstentum Bayreuth. In den katholischen Gebieten der Fränkischen Schweiz sind zahlreiche Flurkreuze zu finden. Heute gibt es 137 katholische und evangelische Kirchen in der Fränkischen Schweiz. Nahezu jedes Dorf hat seine Kirche. Ein bekannter Wallfahrtsort ist die barocke Dreifaltigkeitsbasilika zu Gößweinstein. Der Sandsteinbau wurde von Balthasar Neumann geplant und 1739 eingeweiht. 
Relikte aus unsicheren Zeiten sind die Wehrkirchen. Die bekanntesten sind die Kirchenburg St. Georg in Effeltrich, die Kirche St. Laurentius und Heinrich in Hohenpölz und St. Jakobus und Katharina in Königsfeld.

### Bier

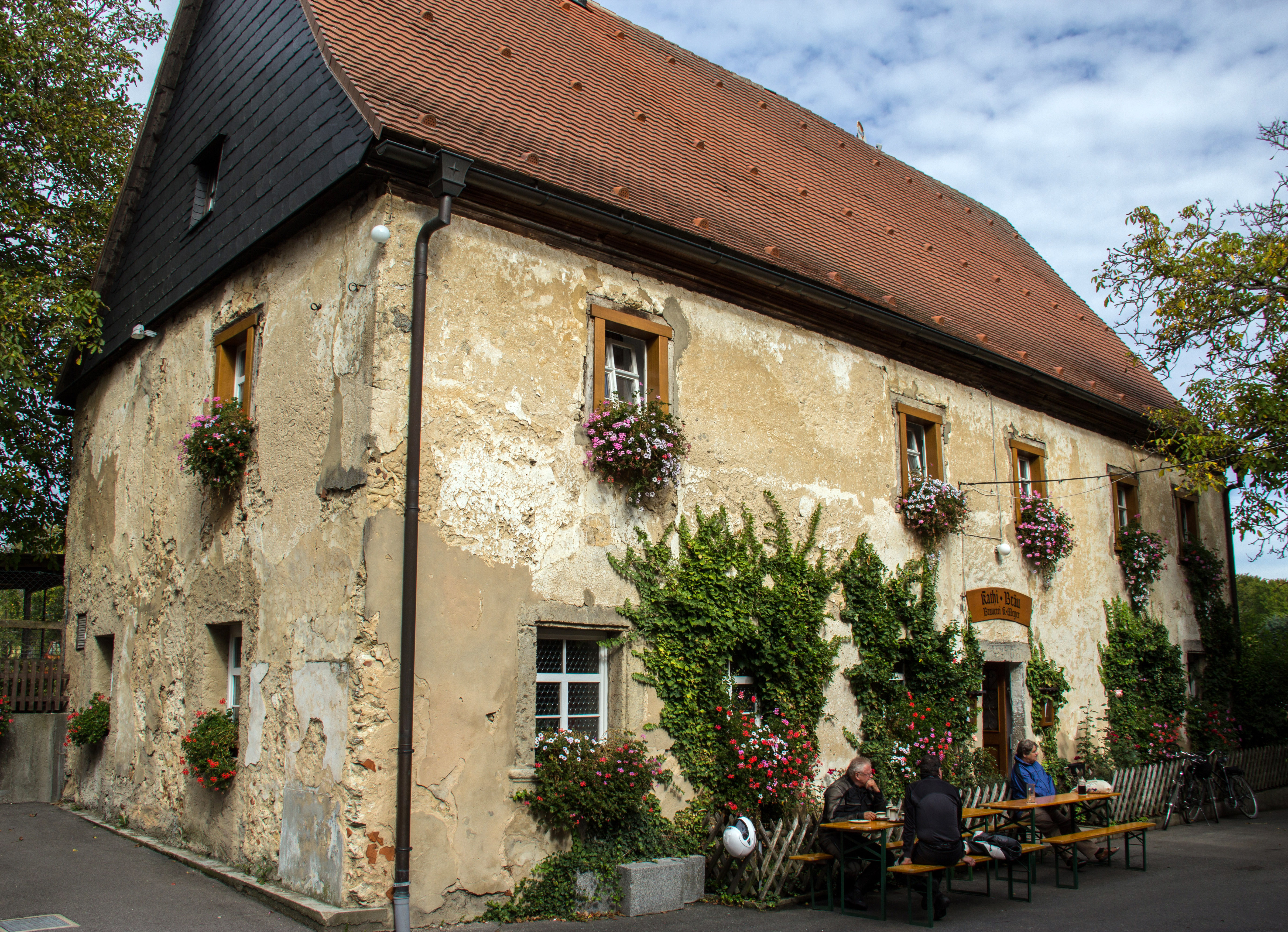
Kathi-Bräu in Heckenhof

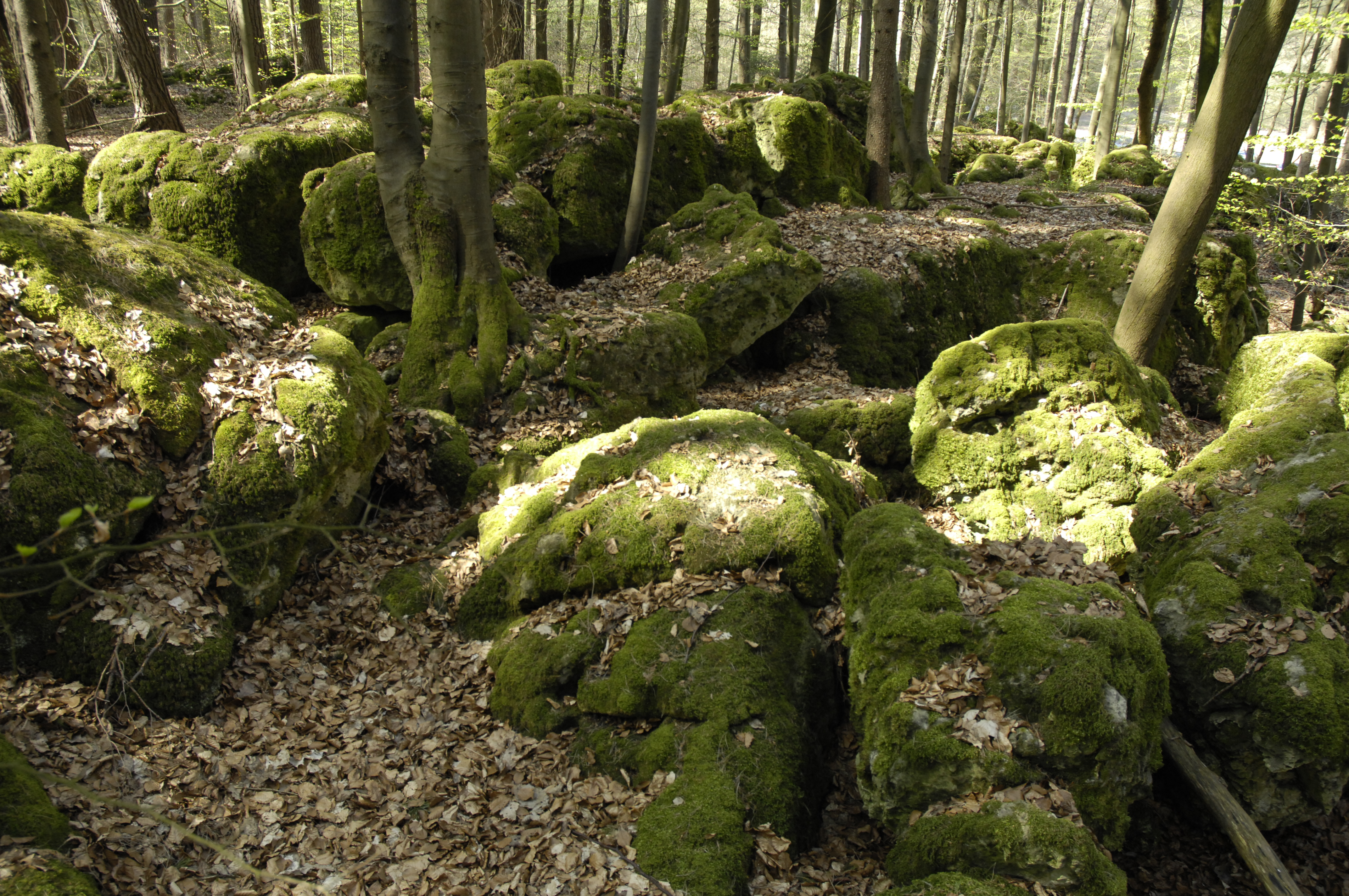
Der Druidenhain mit seinen riesigen Felsgebilden

In der Fränkischen Schweiz gibt es noch etwa 70 kleine und mittlere Brauereien, die zumeist im 19. Jahrhundert als familiengeführte Betriebe mit eigenem Ausschank entstanden. In Franken spricht man gern vom „Fränkischen Dreigestirn“ und meint damit, dass viele Brauereien nebenher noch Gasthöfe und Landwirtschaft hatten. Viele Betriebe brauen bis heute nur ein- oder zweimal in der Woche und schenken ihr Bier nur im eigenen Gasthaus oder in wenigen verbundenen Gasthäusern aus. Bis zum Aufkommen der Craft-Beer-Bewegung galt die Fränkische Schweiz als die Region mit der höchsten Brauereidichte der Welt. 2001 erreichte die kleine Gemeinde Aufseß, wo vier Brauereien in den Gemeindeteilen Unteraufseß, Heckenhof, Hochstahl und Sachsendorf auf etwa 1500 Einwohner kommen, einen Eintrag im Guinness-Buch der Rekorde. Inzwischen gibt es überall in der Fränkischen Schweiz Bierwanderwege, welche die Brauereien miteinander verbinden.
Im Gegensatz zu vielen modernen Kleinbrauereien arbeiten die fränkischen Brauereien überwiegend traditionell nach dem Reinheitsgebot. Typische Biere der Region sind das ungespundete Keller- oder Zwickelbier und das zumeist dunkle Lagerbier. Die größeren Brauereien bieten meist auch andere gängige Sorten wie Helles, Märzen, Weizen und Pils an.

### Brauchtum

#### Osterbrunnen

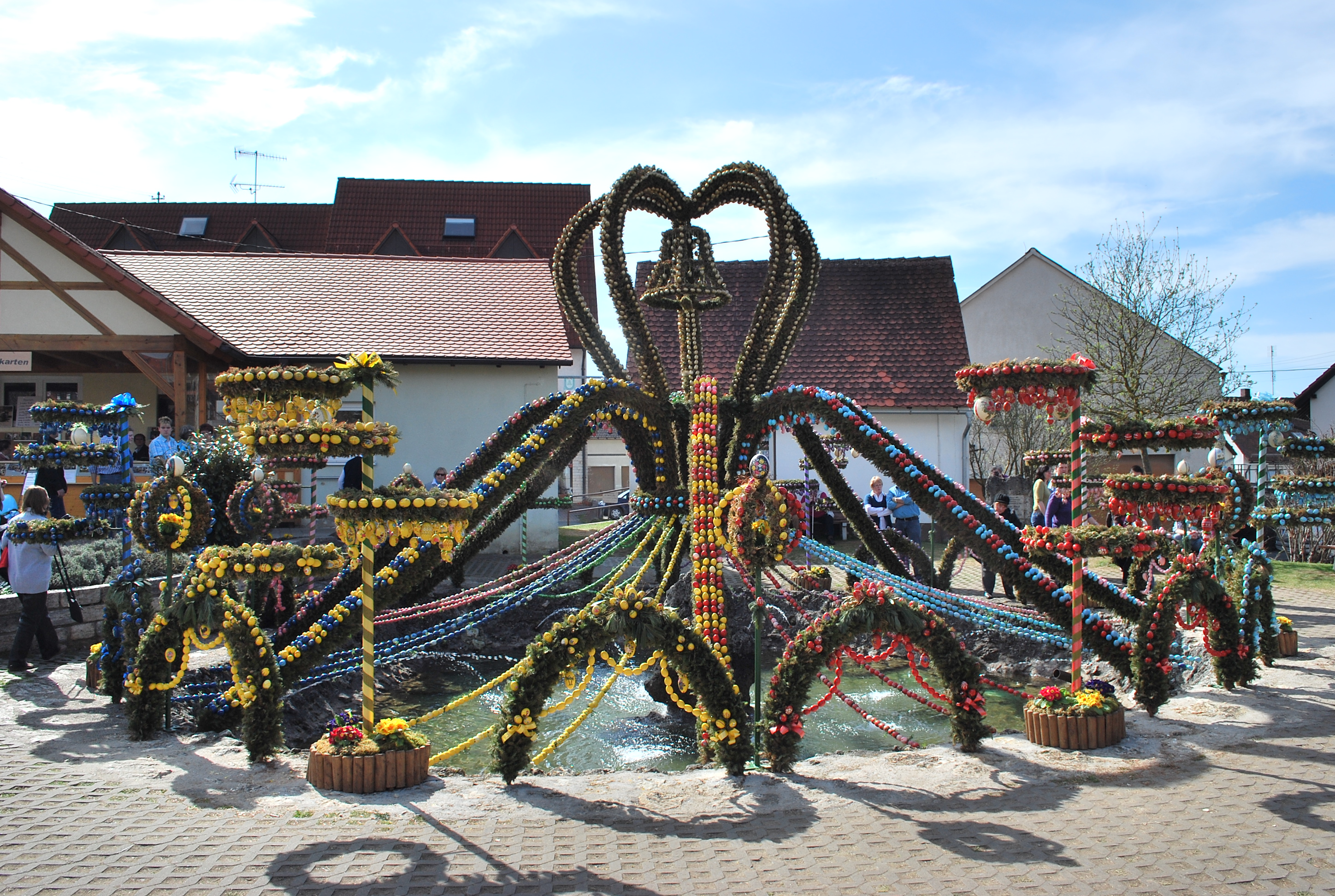
Osterbrunnen in Bieberbach bei Egloffstein, 2010

Der Brauch, die Dorfbrunnen zu Ostern zu schmücken, entstand um 1910, doch nach dem Zweiten Weltkrieg pflegte man den Brauch in vielen Ortschaften nicht mehr, was vor allem auf die Einführung der Wasserleitung zurückzuführen ist. Anfang der 1980er Jahre erfuhr der Brauch eine Wiederbelebung, so dass 1986 in 169 Ortschaften Osterbrunnen geschmückt wurden. Heute schmücken über 200 Ortschaften von Karfreitag an ihre Dorfbrunnen mit buntbemalten Ostereiern. Als Schmuck dienen ausgeblasene Eier, die bemalt oder verziert sind. In manchen Orten werden Plastikeier statt echter Eier verwendet, da die ausgeblasenen Eier oft durch die Witterung oder auch mutwillig zerstört werden. Der Hauptgrund für diesen Brauch ist wohl in der Bedeutung des Wassers für die wasserarme Hochebene der Fränkischen Schweiz zu finden.
- Der Osterbrunnen in Bieberbach (Egloffstein) wurde ins Guinness-Buch als „größter Osterbrunnen der Welt“ aufgenommen.
- Bekannt ist auch der Osterbrunnen in Heiligenstadt. Dort wird am Brunnen ein Bauernmarkt abgehalten.

## Zitate
Ludwig Tieck schrieb im Stil der Frühromantik:

„Hinter Ebermannstadt reitet man immer noch durch ein äußerst romantisches Tal, durch das sich die Wiesent in vielen Krümmungen schlängelt, zu beiden Seiten ziemlich hohe Berge, geradeaus ebenfalls Berg vor sich; ich habe noch wenig so schöne Tage als diesen genossen, es ist eine Gegend, die zu tausend Schwärmereien einladet, etwas düster melancholisch und dabei doch so überaus freundlich O, die Natur ist doch an Schönheit unerschöpflich!“

Fürst Pückler-Muskau schrieb 1834 in Muggendorf, dem damaligen Tourismuszentrum:

„Franken ist wie ein Zauberschrank immer neue Schubfächer thun sich auf und zeigen bunte, glänzende Kleinodien, und das hat kein Ende. Wer Deutschlands geheimste jungfräuliche Reize genießen will, muß nach Franken reisen.“

Der Dichter Johann Paul Friedrich Richter, bekannt unter dem Namen Jean Paul, schrieb im Jahr 1798 über die Fränkische Schweiz:

„Hier läuft der Weg von einem Paradies durchs andere.“

In seinem Reiseführer über Bamberg und Umgebung aus der Zeit um das Jahr 1912 beschrieb der Verfasser Dietrich Amende die Binghöhle und zitiert ein Gedicht des Dichters Joseph Victor von Scheffel:
„Burg Streitberg eröffnet die Reihe der Burgen an den Felshängen des romantischen Wiesenttales. Es folgen Neideck, Gößweinstein, Rabeneck, Rabenstein, Wiesentfels (auch von Scheßlitz bequem zu erreichen), Pottenstein etc. Beim Anblick der auf schroffen Steinen ragenden Burgen klingen die Verse Scheffels an“:
Hier schaut ihr in das Land
Der Steine und der Franken.
Der Wende dacht’, es wäre sein,
Wir nahmen’s ihm als Sieger:
Auf jedem Berg ein schroffer Stein,
Auf jedem Stein ein Krieger!
„Erwähnt seien auch die idyllischen Wassermühlen an den kristallklaren Strömen und Quellen, wie Stempfermühle, Behringersmühle, Schottersmühle, Schüttersmühle etc.“
zitiert aus Dietrich Amende: Bamberg und das Frankenland. Bamberg o. J. (um 1912)

## Film
- Bilderbuch Deutschland: Fränkische Schweiz. Dokumentation, 45 Min., ein Film von Sigrid Esslinger, Produktion: Bayerischer Rundfunk, Erstsendung: 18. Juni 2006